# Czeremcha amerykańska

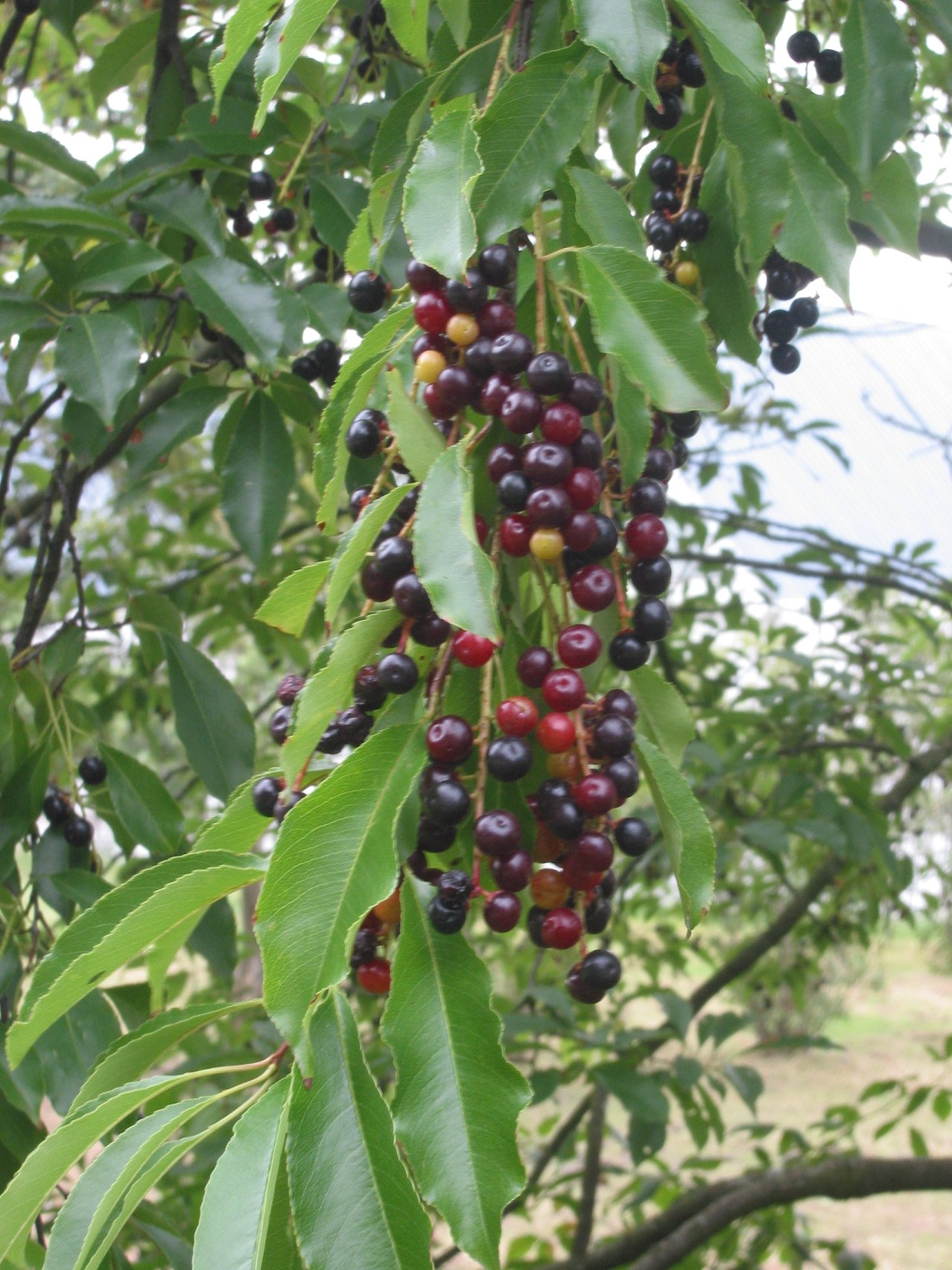
Owoce

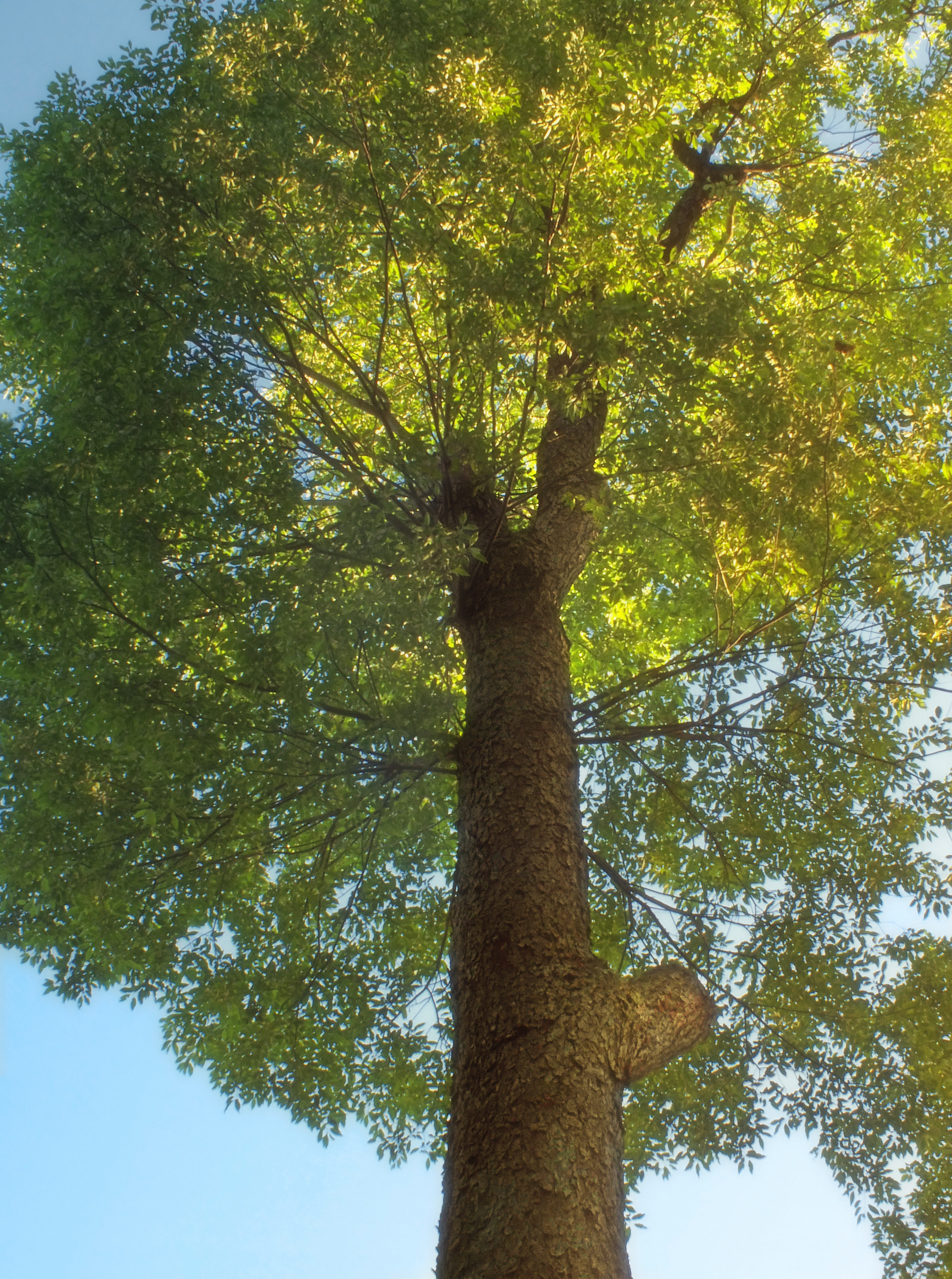
Korona

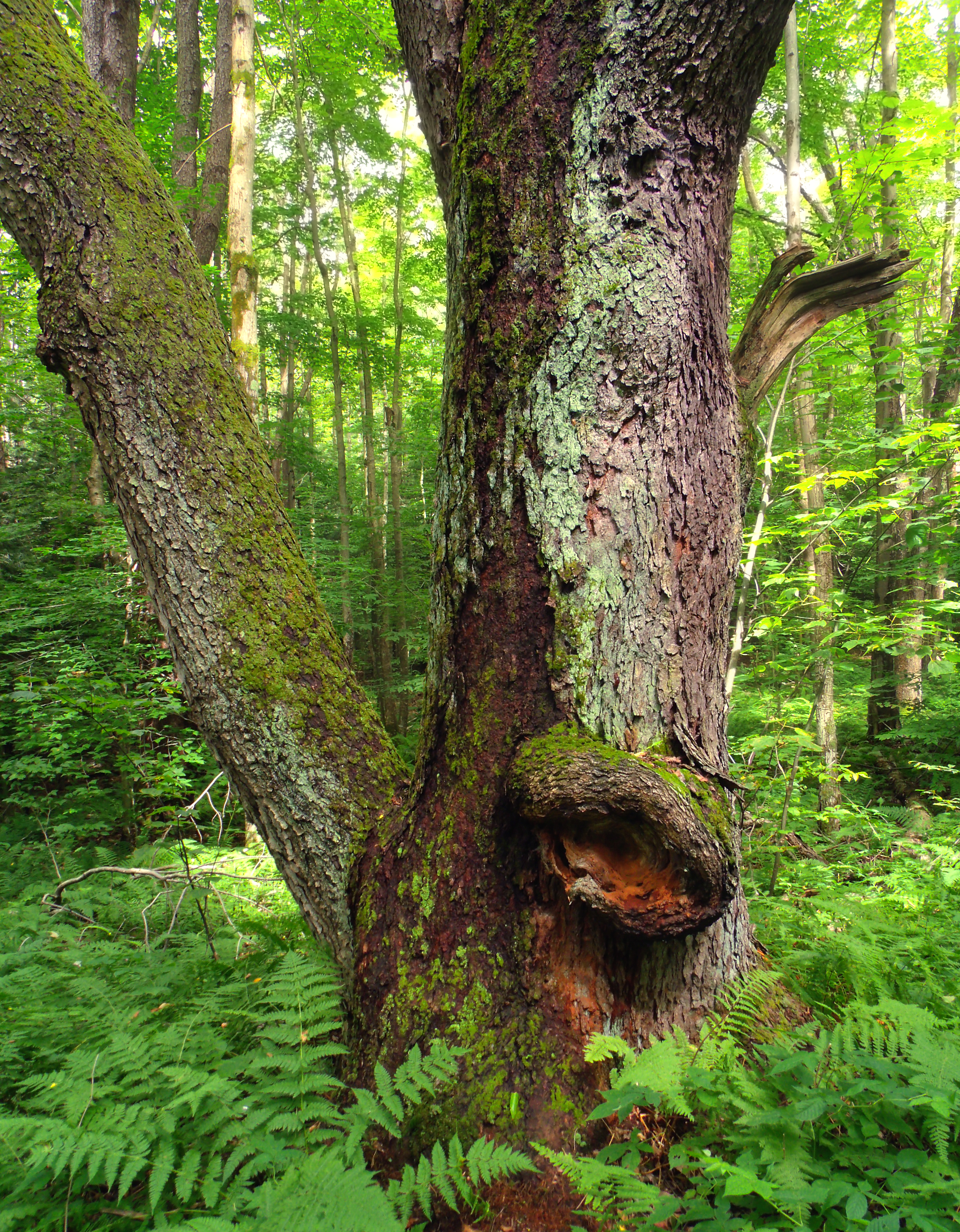
Pień starego drzewa

Czeremcha amerykańska, czeremcha późna (Prunus serotina) – gatunek drzewa lub dużego krzewu z rodziny różowatych, pochodzący z Ameryki Północnej. Introdukowany został do Europy na początku XVII wieku, ale rozprzestrzeniać się zaczął na większą skalę na Starym Kontynencie po wprowadzeniu do tutejszych lasów w XIX i XX wieku. Jest uważany za jeden z najbardziej inwazyjnych gatunków w Europie środkowej. W Polsce występuje już niemal na całym obszarze kraju. Jedną z przyczyn jego sukcesu jest z jednej strony intensywne wprowadzanie do lasów przez leśników w XX wieku, z drugiej strony brak patogenów ograniczających jego żywotność i rozmnażanie, tak jak to ma miejsce w obrębie naturalnego zasięgu. Ponieważ powoduje w Europie istotne i negatywne zmiany w ekosystemie leśnym, w wielu krajach jest zwalczany. W obrębie naturalnego zasięgu w Ameryce Północnej jest tymczasem drzewem cenionym w gospodarce leśnej ze względu na wartościowe drewno. Poza tym dostarcza jadalnych owoców, wykorzystywany jest także jako roślina lecznicza i ozdobna.

## Rozmieszczenie geograficzne
Gatunek północnoamerykański. Zasięg obejmuje wschodnią część kontynentu po środkową Florydę (Hrabstwo Lake) na południu oraz Kanadę od Nowej Szkocji do Jeziora Górnego na północy. Zachodnia granica zwartego zasięgu biegnie z północy na południe przez środkową część kontynentu, przecinając wschodnią część stanu Dakota Południowa, południowo-wschodnią Nebraskę, wschodni Kansas, środkową część Oklahomy do Teksasu. Dalej na południowy zachód od Arizony po Gwatemalę występują odmiany geograficzne tego gatunku. W południowej części zasięgu unika wybrzeży, w południowych stanach USA także rzadziej rośnie na wybrzeżu, za to na północnych krańcach zasięgu zasiedla nawet nadmorskie klify. W Appalachach odmianę typową można spotkać na wysokości do 1500 m n.p.m., występująca zaś w Ameryce Środkowej odmiana salicifolia rośnie na wysokościach od 1000 do 3000 m n.p.m.
Gatunek introdukowany został do Ameryki Południowej (var. salicifolia) oraz do Europy (var. serotina), gdzie stał się uciążliwym gatunkiem inwazyjnym. Jest rozpowszechniony niemal w całej Europie, zwłaszcza w jej części środkowej (Dania, Holandia i północne Niemcy). W Polsce jest gatunkiem szeroko rozprzestrzenionym, z wyjątkiem Karpat i północno-wschodniej części kraju.

### Historia introdukcji do Europy
Gatunek został introdukowany do Europy, gdzie był sadzony jako roślina ozdobna w parkach na początku XVII wieku (1623, w Paryżu rósł ok. 1630 – nie wiadomo kiedy posadzony). W leśnictwie europejskim testowano w XIX wieku jego przydatność do produkcji drewna, ale bez wyraźnych sukcesów. W XX wieku zaczęto jednak promować ten gatunek do nasadzeń na ubogich siedliskach, uznając, że czeremcha pełni funkcje ochronne w podszycie. Już w pierwszych dekadach XX wieku gatunek uległ naturalizacji w Europie Środkowej (w Polsce i Niemczech). Badania genetyczne świadczą o wielokrotnym sprowadzaniu znacznych ilości materiału siewnego z Ameryki Północnej, ale ze stosunkowo niewielkiego obszaru – ze wschodniej części Gór Allegheny. Na początku XXI wieku czeremcha amerykańska była już często spotykana w Polsce, Niemczech, Holandii (tu od 1963 gatunek uznany został za chwast leśny i objęty zwalczaniem) oraz w Danii. Przybysz rozprzestrzenił się także na zachodzie Europy. Na północy rośnie w Wielkiej Brytanii i we wszystkich krajach Półwyspu Skandynawskiego, na południu sięga po Półwysep Iberyjski, północne Włochy, Słowenię, Chorwację, Węgry, Rumunię i Ukrainę. Rzadko stwierdzany jest w Estonii i Rosji. W wielu krajach europejskich obowiązuje zakaz dalszego rozpowszechniania gatunku i ogranicza się jego występowanie. Zaliczany jest do setki najbardziej inwazyjnych gatunków w Europie.

## Morfologia
PokrójW optymalnych warunkach drzewo osiągające zazwyczaj do 30 m wysokości, z pniem o średnicy do 1,5 m (maksymalne odnotowane wymiary to 39 m wysokości i 2,3 m pierśnicy). Korona u silnie rosnących okazów drzewiastych jest wąsko podługowata, z bocznymi konarami krótkimi i rozpostartymi poziomo. Im dalej na północ w obrębie zasięgu, tym drzewa są niższe, a na samej granicy zasięgu gatunek ten często ma pokrój krzewiasty. W warunkach Europy Środkowej czeremcha amerykańska ma znacznie mniejsze rozmiary niż w swej ojczyźnie. 70-letnie drzewa osiągają zwykle ok. 20 m wysokości, pnie często są krzywe. Okazy sadzone i rozsiewające się na glebach słabych, piaszczystych, pokrój mają krzewiasty lub wyrastają na niskie drzewa.

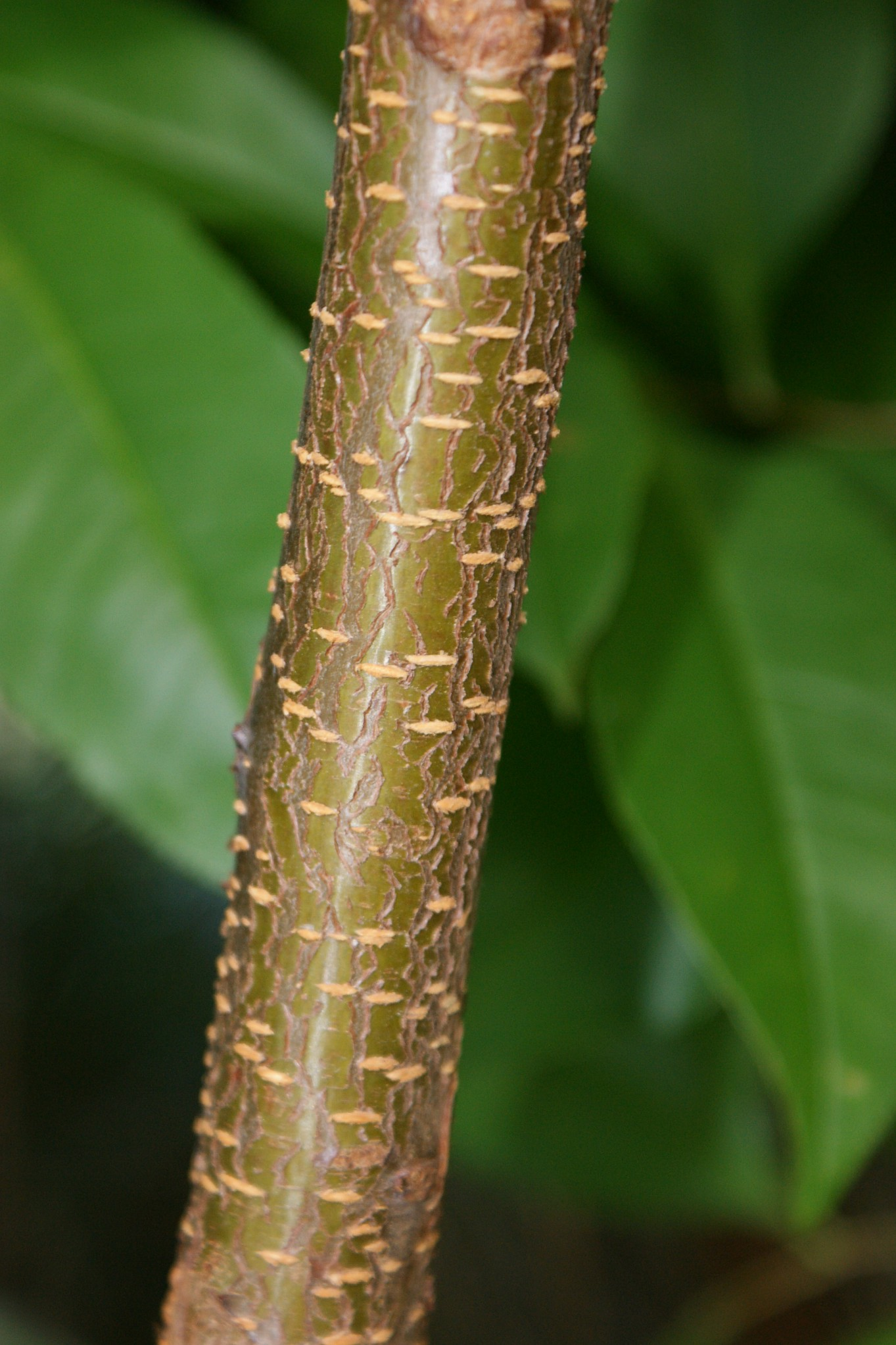
Kora na młodym pędzie
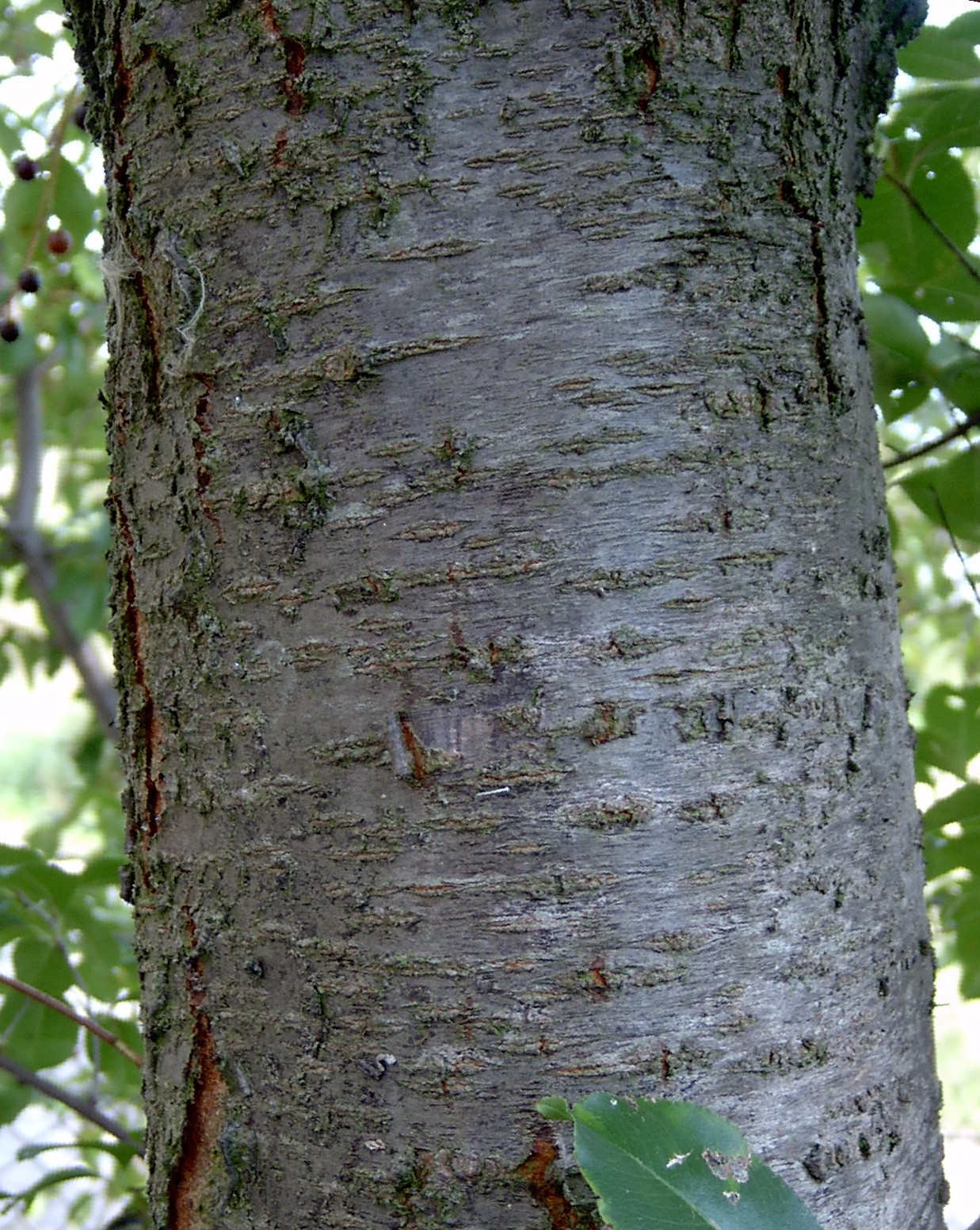
Kora młodego drzewa
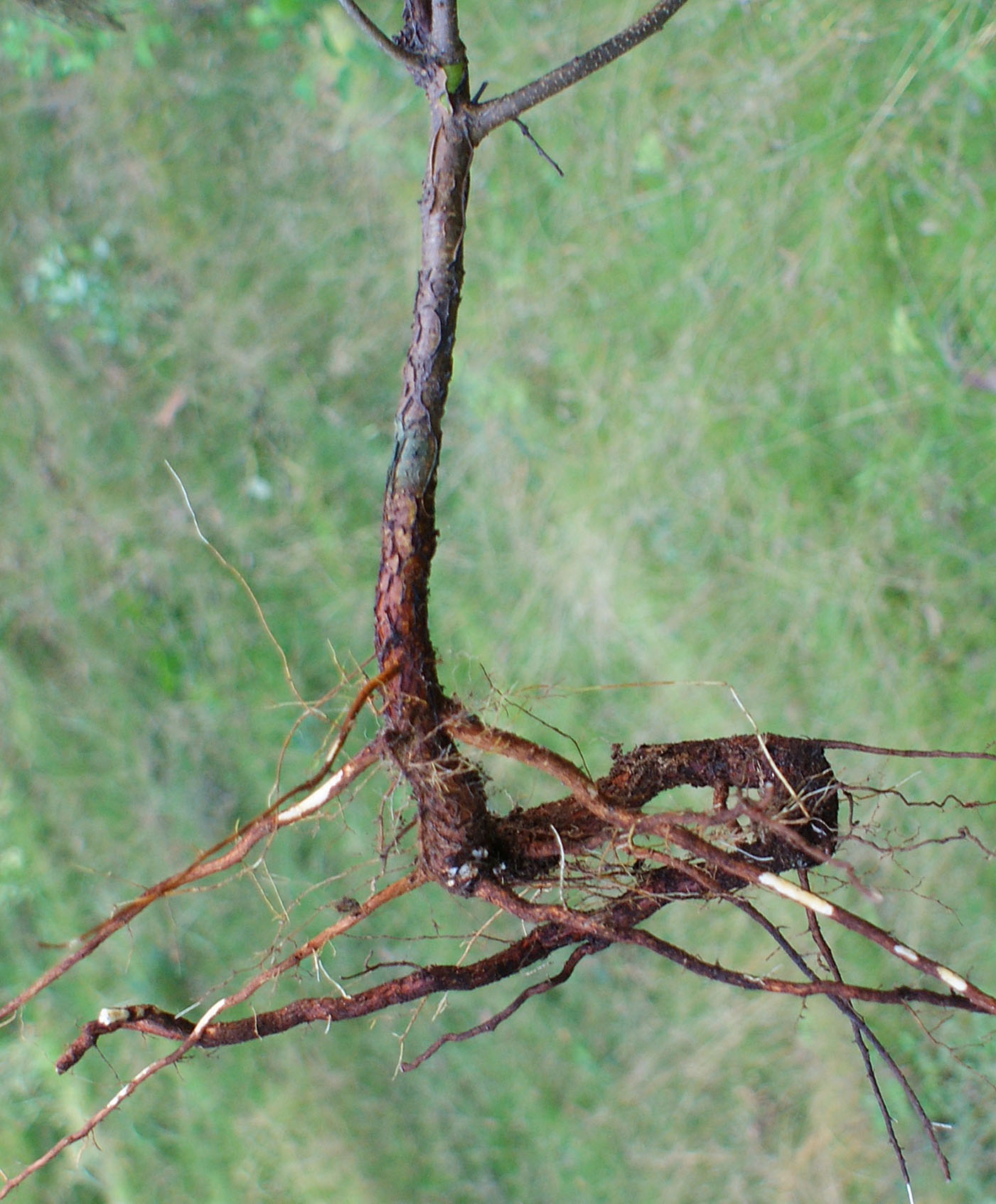
Płytkie, poziomo rosnące korzenie

KorzenieSystem korzeniowy jest płytki – główna masa korzeni zawarta jest w górnej warstwie gleby do 60 cm głębokości. Nieliczne korzenie schodzące w głąb ziemi sięgają 120 cm. Na siedliskach wilgotnych system korzeniowy jest jeszcze płytszy.
Pień i pędyW optymalnych warunkach drzewa tego gatunku mają proste i pełne strzały. Kora jest początkowo gładka i ciemna, z wiekiem staje się lekko spękana i łuszcząca. Ma barwę ciemnoczerwono-brązową, ale u drzew rosnących w południowo-wschodniej części USA kora jest jasnoszara lub nawet biała. Młode pędy są cienkie, ale dość sztywne, początkowo jasnozielone lub brązowe, szybko ciemnieją nabierając czerwonawego odcienia. W pierwszym roku drobne przetchlinki są jasne, w drugim stają się żywo czerwone.
PąkiTępe, tylko na pędach wegetatywnych zaostrzone. Okryte jasnokasztanowo-brązowymi, zaostrzonymi łuskami. Długości ok. 4 mm.
LiścieUlistnienie skrętoległe. Liście owalne do szeroko lancetowatych, na końcu stopniowo lub nagle zaostrzone, u nasady klinowato zbiegające. Brzeg karbowano-piłkowany z ciemnoczerwonym gruczołkiem u nasady każdego ząbka. Blaszka liściowa nieco skórzasta, z wierzchu ciemnozielona i błyszcząca, od spodu jaśniejsza. Centralna wiązka przewodząca rudo owłosiona zwłaszcza za młodu i w dolnej części liścia. Występuje co najmniej 15 par nerwów bocznych. Liście odmiany typowej osiągają od 5 do 15 cm długości i od 2,5 do 4 cm szerokości. Jesienią liście przebarwiają się na intensywnie żółty kolor. Ogonek liściowy jest cienki, osiąga od 12 do 20 mm długości. Przylistki wcześnie odpadają, są lancetowate, zaostrzone i gruczołowato-piłkowane, o długości 12–20 mm.

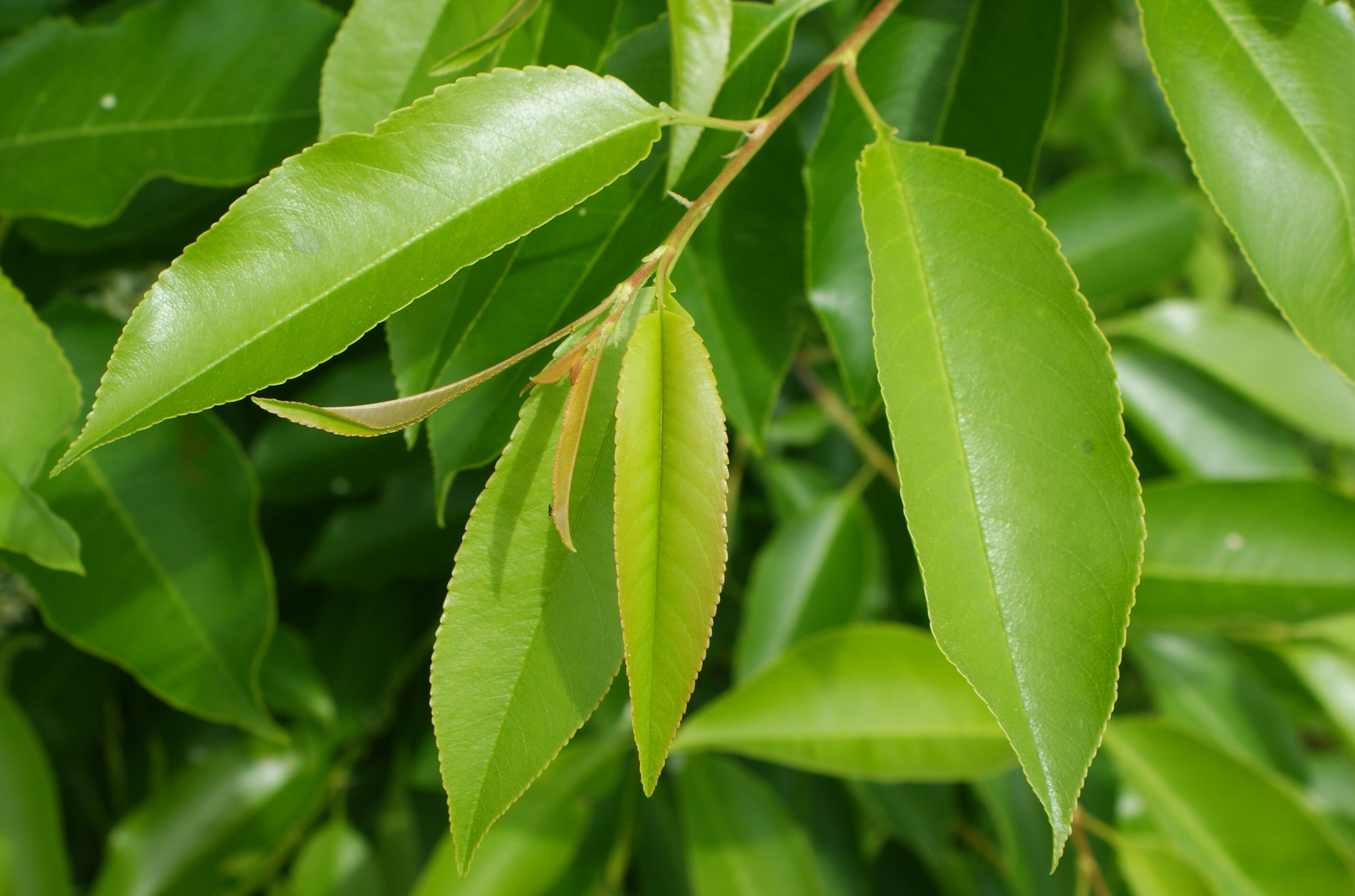
Młode liście
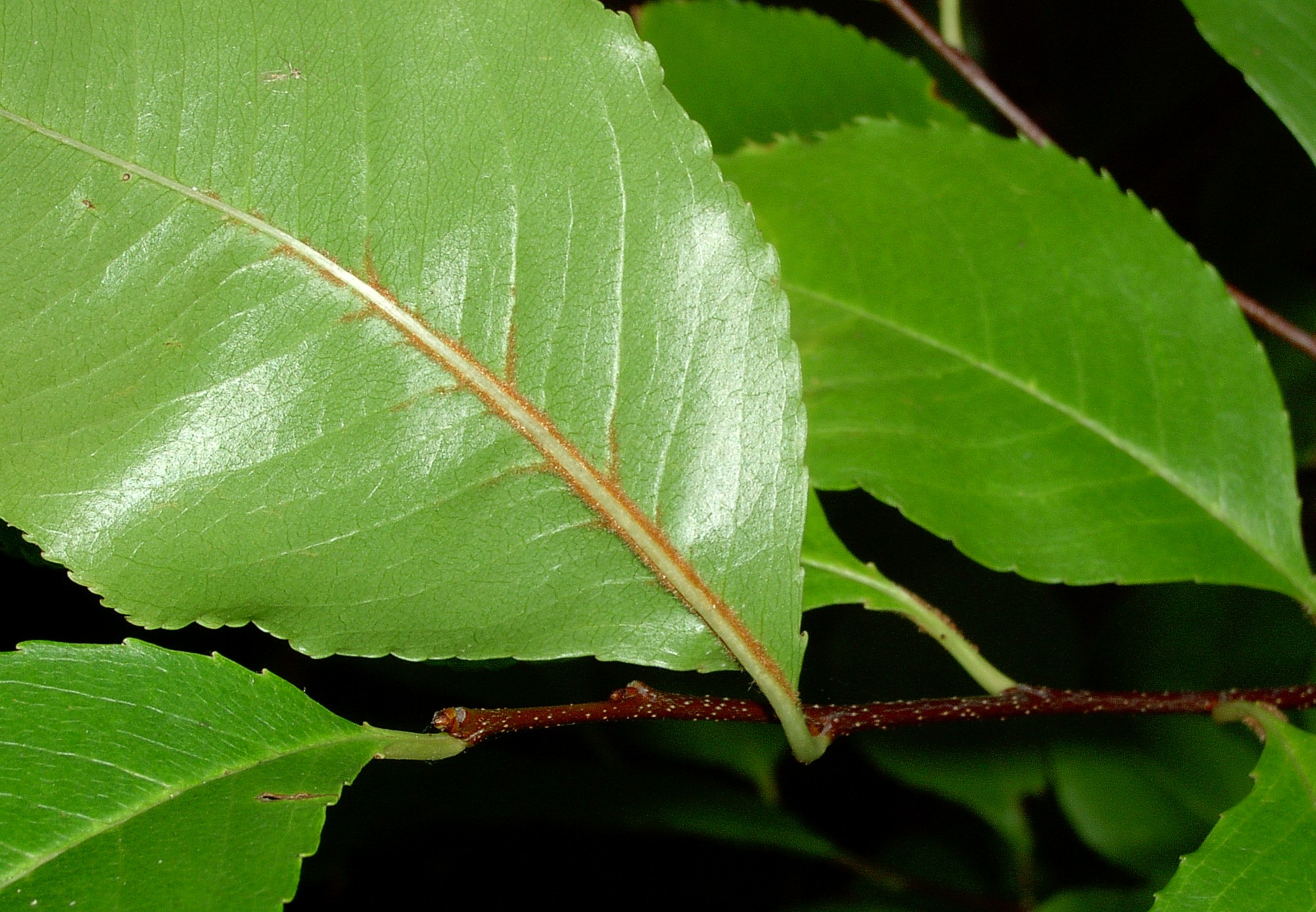
Dolna strona liścia
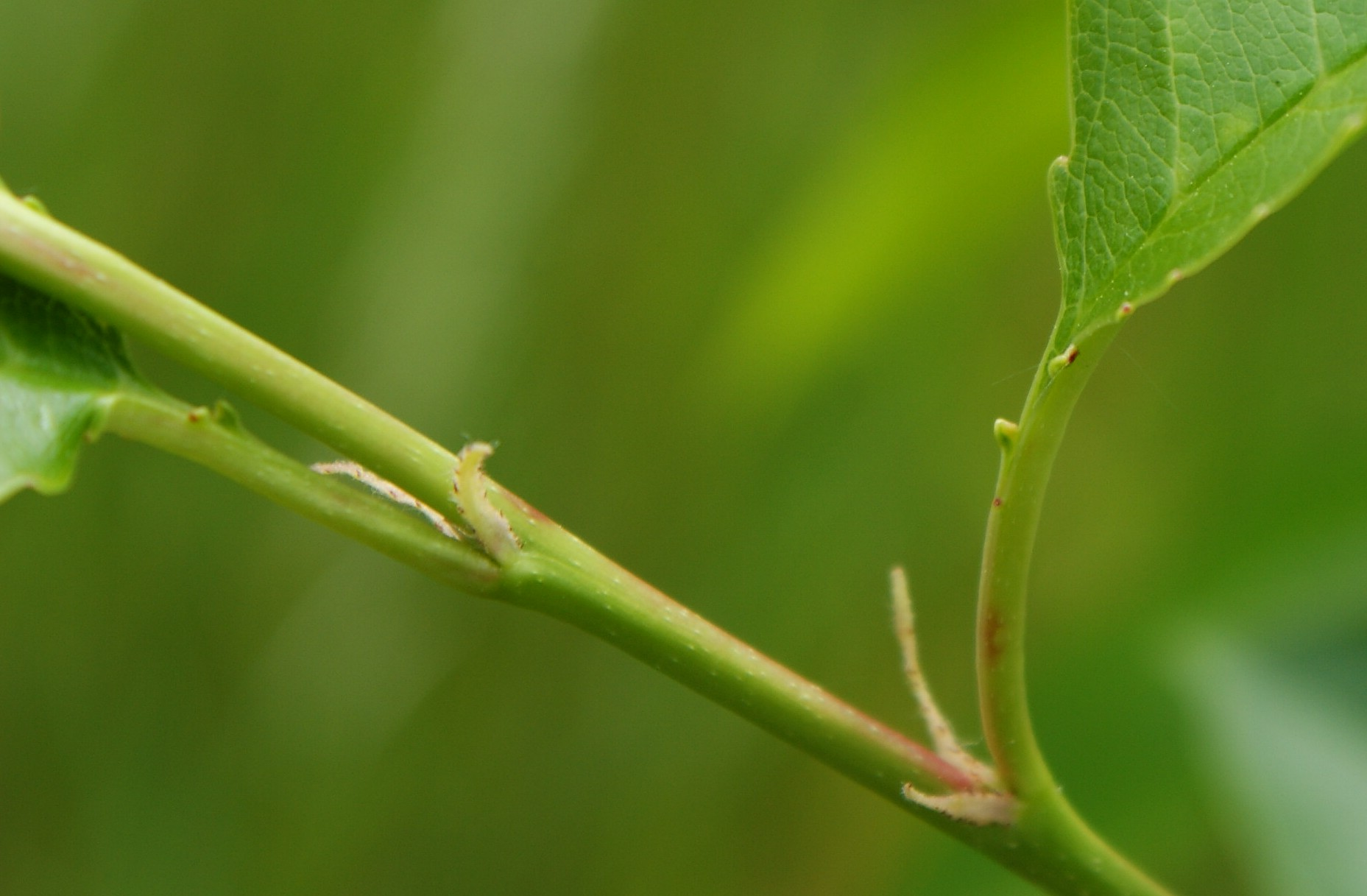
Przylistki i gruczołki na brzegach liści

KwiatyWyrastają skupione w rozpostartych lub wznoszących się gronach (po przekwitnieniu zwisających) o długości 12–15 cm. Kwiaty mają ok. 6 mm średnicy i osadzone są na nagich lub owłosionych szypułkach, z szybko opadającą, drobną przysadką u nasady. Kubeczkowate dno kwiatowe z krótkimi, zaostrzonymi działkami kielicha jest nagie lub omszone. Działki są odgięte podczas kwitnienia i są trwałe, tj. zostają podczas owocowania. Płatki są szeroko owalne w kolorze białym. W najpłodniejszym okresie, przed 30 rokiem życia, może zakwitać kilka tysięcy kwiatów na 1 m³ korony.
OwoceKuliste i błyszczące pestkowce o średnicy od 0,8 do 1,3 cm. Podczas dojrzewania są czerwone i stają się coraz ciemniejsze, aż w stanie dojrzałym przybierają kolor niemal czarny. Skórkę mają cienką, miąższ bardzo soczysty o przyjemnym smaku. Pestka owalna, cienkościenna o długości do 1,2 cm, nieco zaostrzona na końcu. W warunkach podszytu borów owoce zawiązują się z ok. 15% kwiatów.

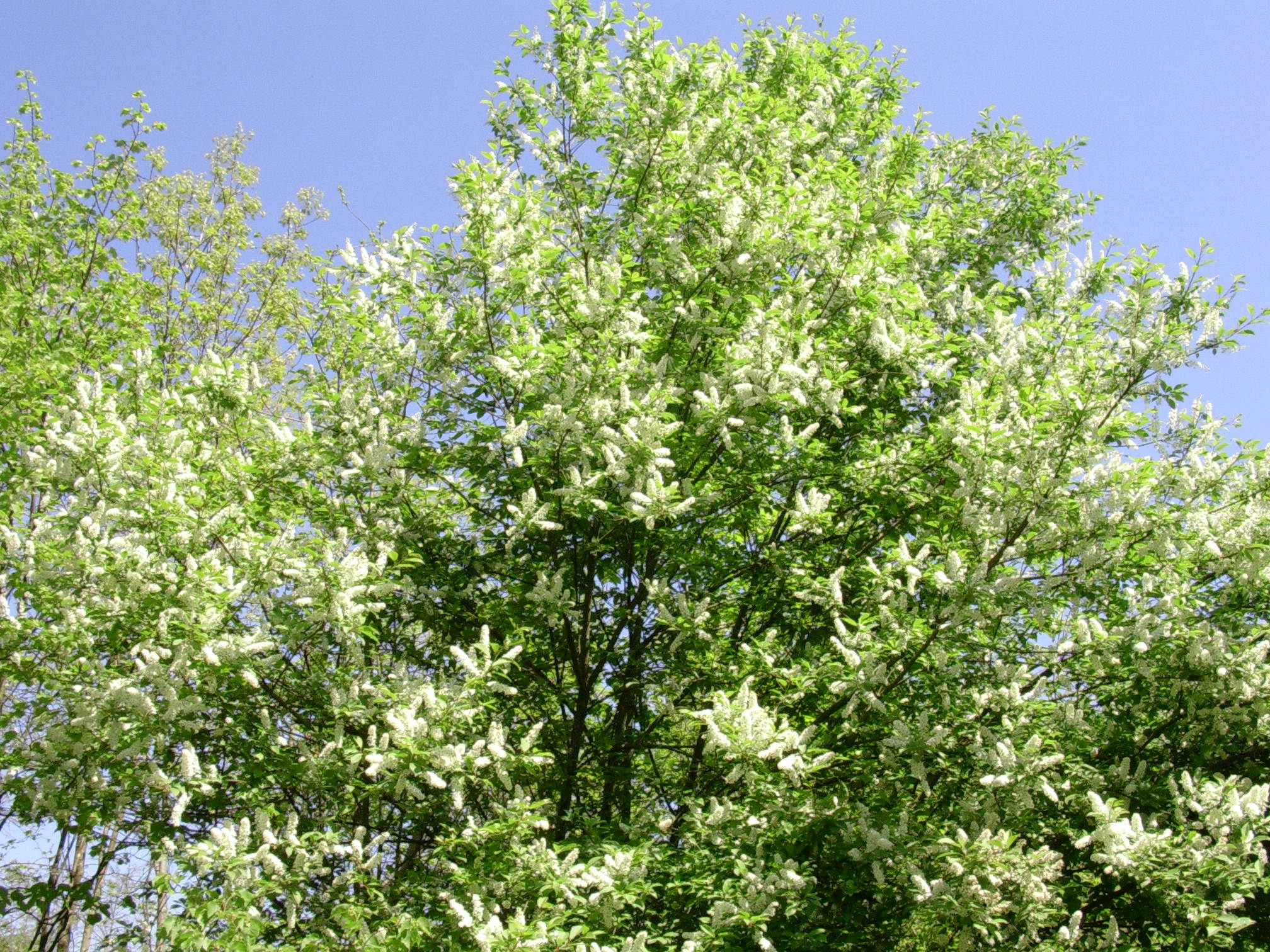
Drzewo podczas kwitnienia
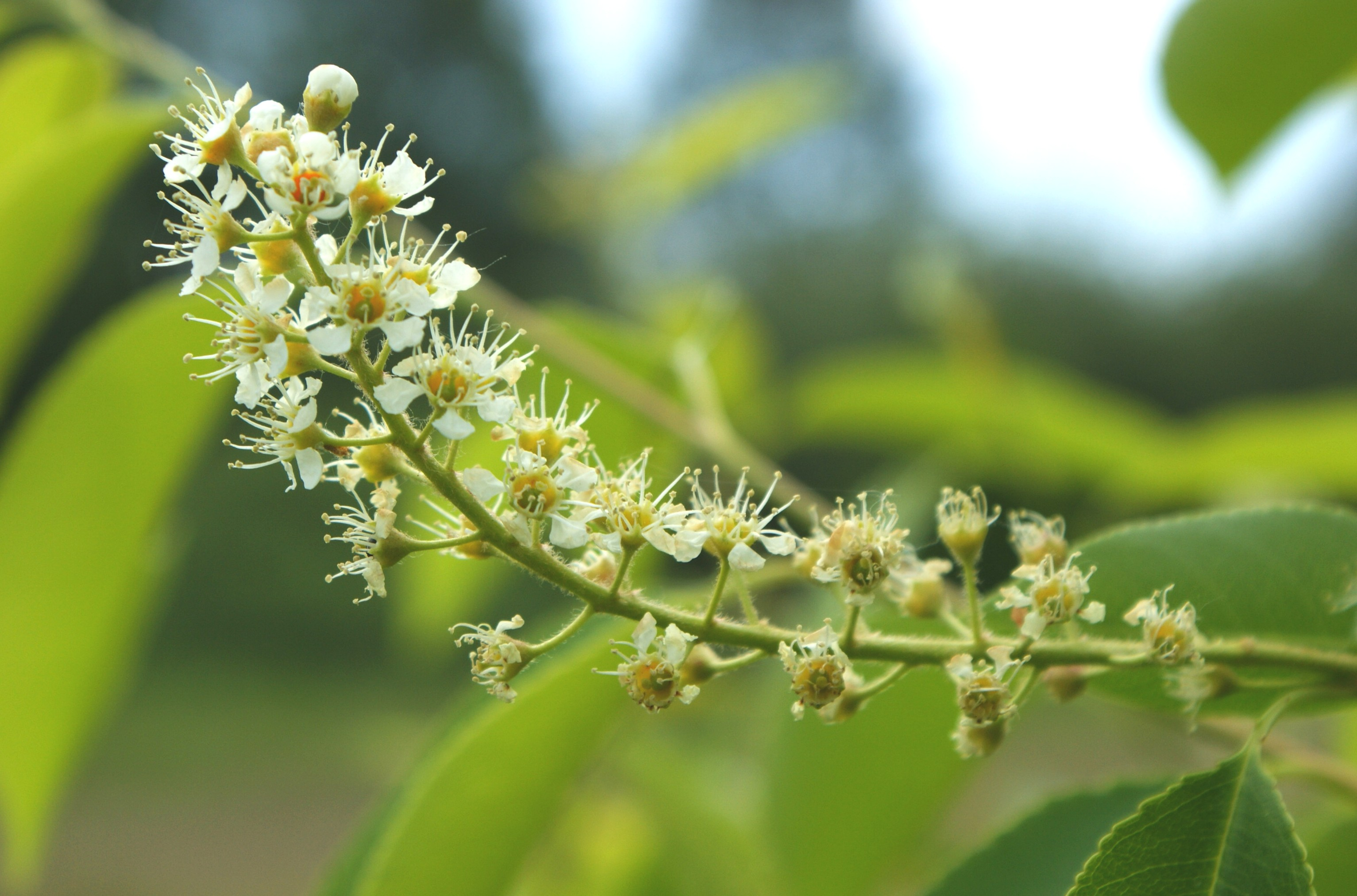
Kwiatostan
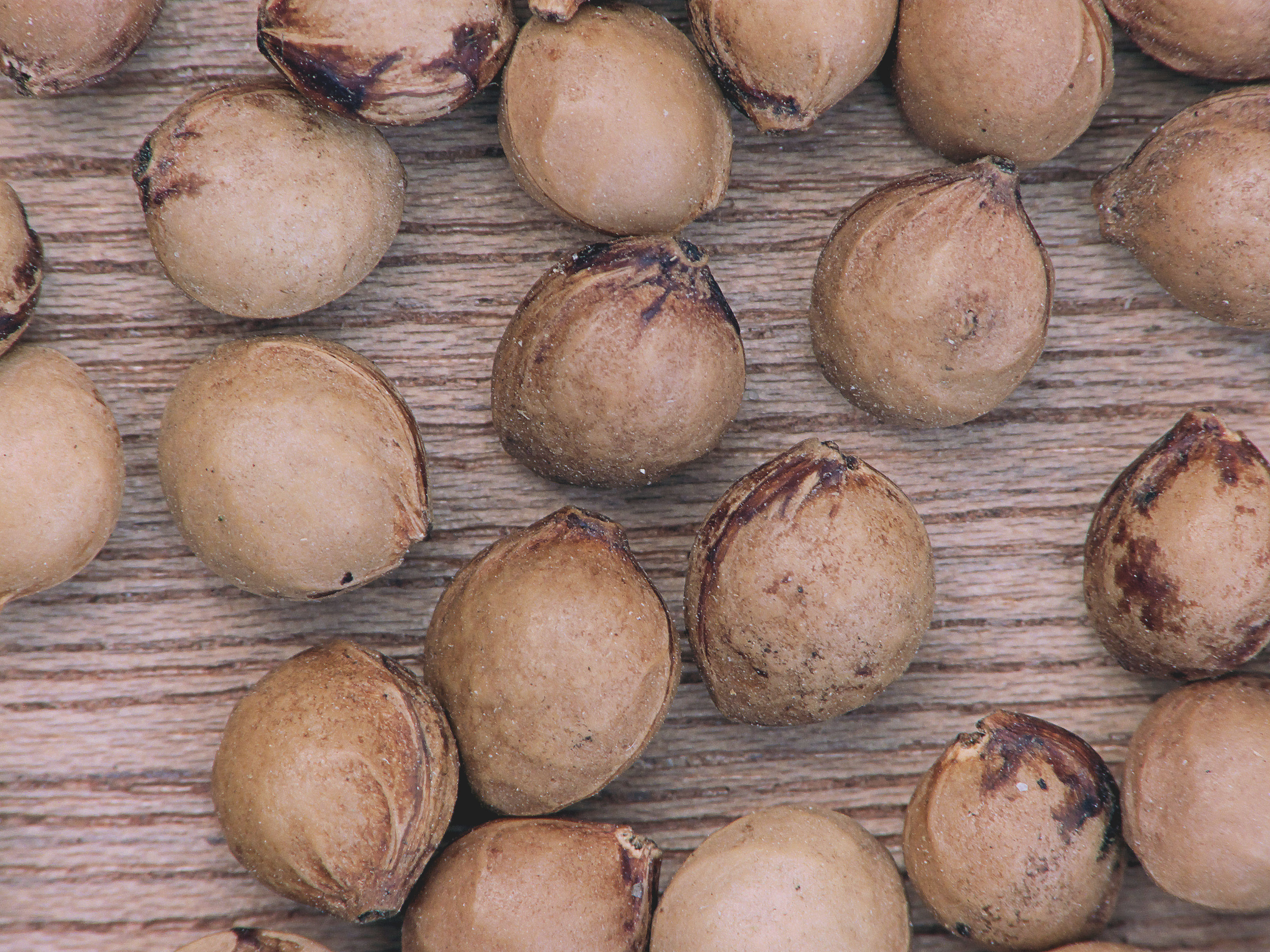
Pestki

Gatunki podobneCzeremcha wirginijska ma pokrój krzewiasty, mniejsze liście – do 6 cm długości i jej dojrzałe owoce są ciemnoczerwone. Rodzima w Europie czeremcha zwyczajna różni się matowymi liśćmi z obu stron, spodem pozbawionymi rudych włosków na nerwie i kwiatostanami zwisającymi podczas kwitnienia.

## Biologia

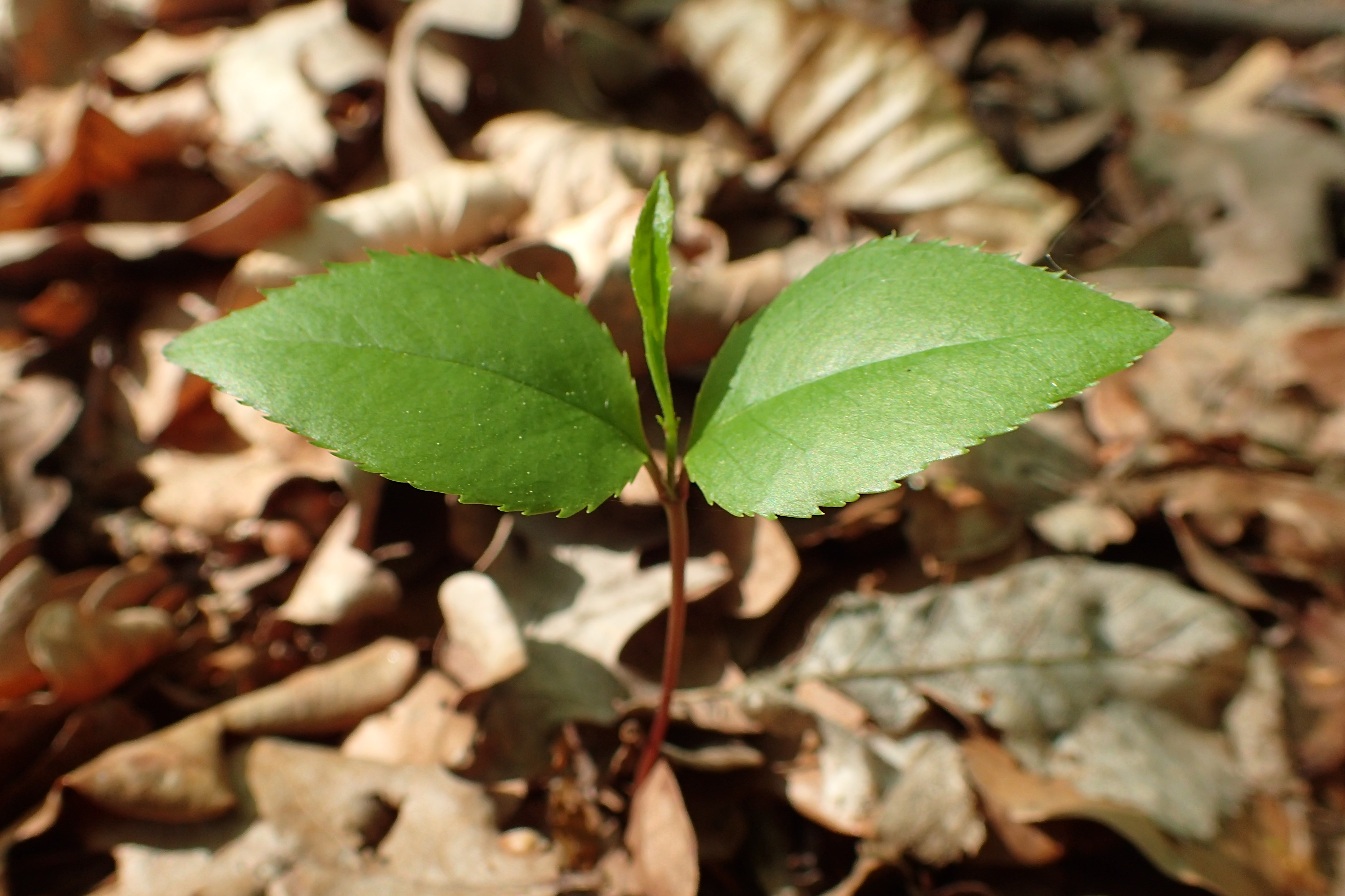
Siewka z pierwszą parą liści naprzeciwległych

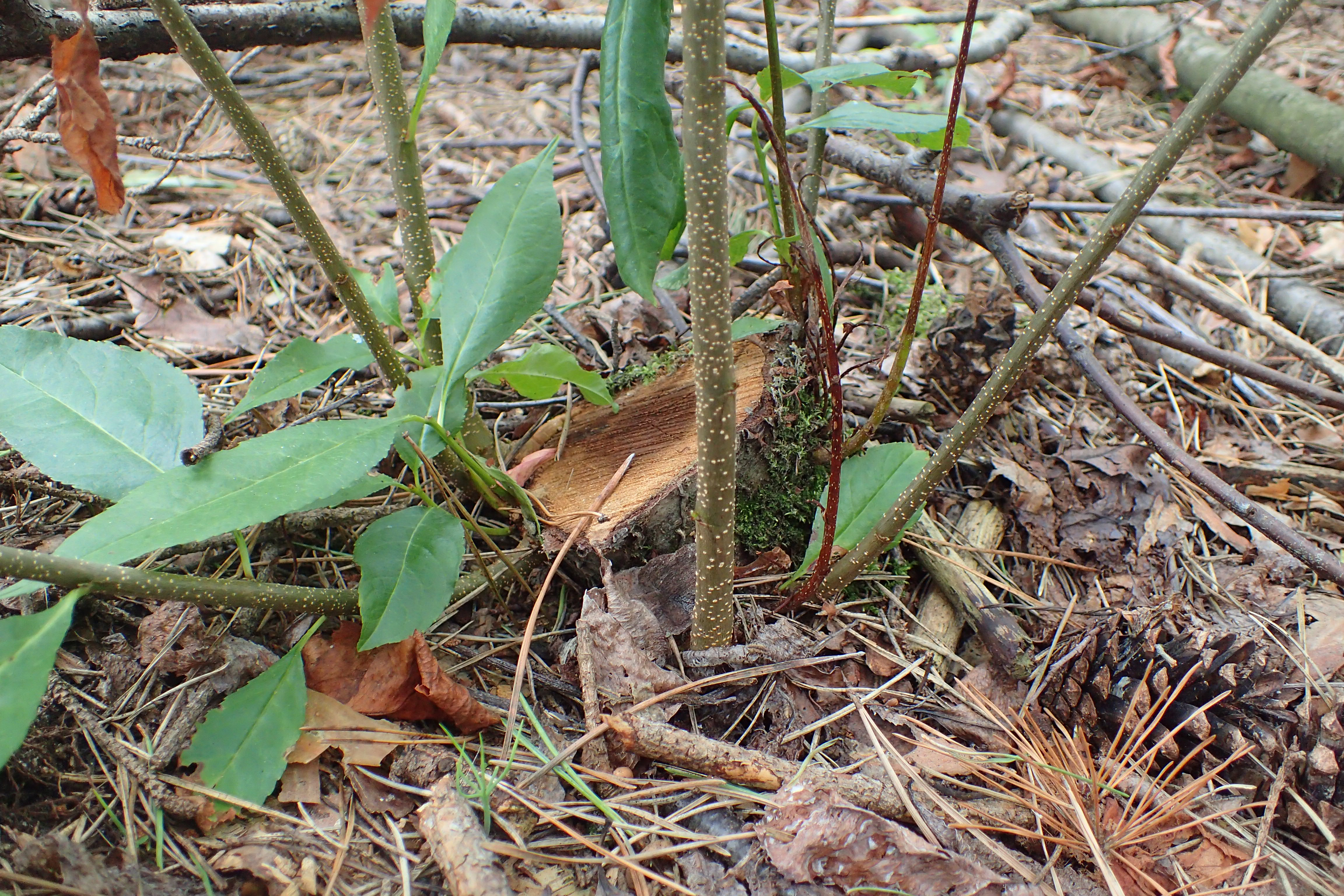
Odrosty z nasady ściętego pnia

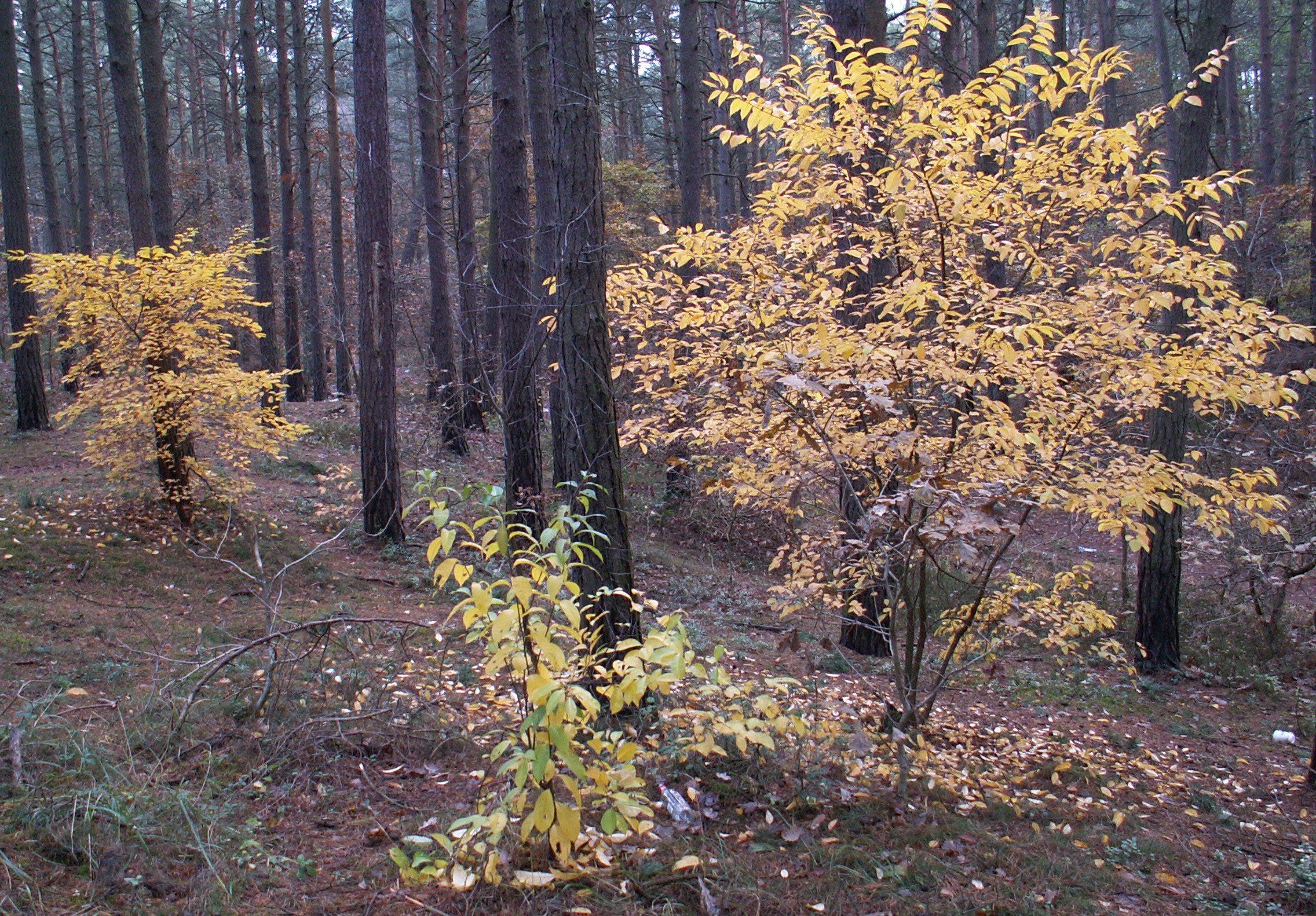
Jesienne zabarwienie liści u okazów krzewiastych rosnących w borze sosnowym

### Rozwój
Nasiona mają zdolność kiełkowania wynoszącą 86%–90% i zachowują tę zdolność przez 5 lat. Według różnych badań w pierwszym roku po rozsianiu kiełkuje ich 10–22%, w kolejnym roku kiełkuje najwięcej – 42–50%, a trzeciego roku po rozsianiu wschodzi 4–25% nasion. Siewki rosnące w dobrych warunkach mogą osiągać w pierwszym roku nawet do 1 m wysokości, zazwyczaj jednak w warunkach naturalnych 3–4-letnie siewki mają ok. 15 cm wysokości. Według niektórych źródeł rozwój młodych roślin (do ok. 5 lat) następuje początkowo niezależnie od warunków świetlnych lub wręcz silniejsze ocienienie sprzyjać ma obfitemu pojawianiu się siewek, po czym przejście do fazy podrostu uzależnione jest od poprawy warunków świetlnych. Z kolei badania przeprowadzone w Belgii świadczyć mają o wysokich wymaganiach świetlnych siewek i tolerancji zacienienia przez okazy kilkuletnie. Przy dużym zwarciu koron drzew starsze okazy z czasem zamierają. Rozwijają się i rosną w górę te rośliny, które mają odpowiedni dostęp do światła.
Wzrost w odpowiednich warunkach jest szybki do ok. 50 roku życia, zwłaszcza w pierwszych 20 latach życia przyrosty roczne mogą wynosić nawet do 90 cm. Drzewa 60-letnie mając dobre warunki do rozwoju mogą osiągać 30 m wysokości, przy czym poza naturalnym zasięgiem drzewa z reguły cechują się słabszym i wolniejszym wzrostem. Kwitnąć zaczynają zwykle okazy ok. 5-letnie (według niektórych źródeł 7-letnie lub 4-letnie), jednak zależne jest to od warunków świetlnych, gdyż w zwartych lasach może to następować dopiero u roślin 20-letnich. Najintensywniej produkują płodne nasiona drzewa w wieku od 30 do 100 lat. Termin kwitnienia jest zależny od miejsca występowania. W Teksasie gatunek ten zakwita już w marcu, a na północy zasięgu – w czerwcu. W Europie środkowej kwitnie w maju i czerwcu, po czym owoce dojrzewają do końca sierpnia i września. Przedsłupne kwiaty zapylane są przez owady lub są samopylne. Większość owoców opada na ziemię w pobliżu rośliny macierzystej. Około 20% nasion zjadanych jest przez ptaki i ssaki, które przy okazji je roznoszą i rozsiewają (zoochoria). Szczególnie znaczącą rolę w rozsiewaniu nasion odgrywa w Europie gołąb grzywacz i kos. Owocowanie jest coroczne, ale co 3–4 lata zdarza się owocowanie szczególnie obfite. Średnio jedno drzewo wytwarza ok. 6 tys. nasion, maksymalnie niemal 9 tys. Po przekroczeniu wieku 80–100 lat drzewa zaczynają chorować i zamierać. Najstarsze znane drzewa osiągają do blisko 260 lat. W warunkach europejskich rośliny tego gatunku żyją znacznie krócej, często już ok. 30-letnie okazy zamierają z powodu chorób grzybowych.
Rośliny z uszkodzonymi lub ściętymi pniami łatwo tworzą odrosty z szyi korzeniowej, przy czym szczególnie łatwo tworzą je okazy młode, poniżej 50–60 roku życia. W niekorzystnych warunkach świetlnych czeremcha może utrzymywać się przez 40–60 lat na dnie lasu, czekając na powstanie luki w drzewostanie, w postaci sukcesywnie tworzonych, niewielkich pędów odroślowych. Gatunek jest przykładem strategii „siedź i czekaj” – gdy tylko bowiem pojawi się luka lub drzewostan się rozluźni – czeremcha szybko rośnie w górę i wydaje tysiące nasion. W rodzimych fitocenozach amerykańskich odrastanie odrośli obserwuje się u 80% populacji, podczas gdy w Europie u 50%.
Główną przyczyną szerokiego rozprzestrzenienia gatunku w Europie środkowej i zachodniej jest jego sadzenie przez leśników. Według obserwacji prowadzonych na niektórych powierzchniach (w Niemczech i Belgii) naturalne rozsiewanie się gatunku, aczkolwiek bardzo skuteczne, pozwala na stosunkowo wolne powiększanie lokalnego zasięgu (1 km przez 40 lat). Rozprzestrzenianie jest szybsze na terenach otwartych oraz w lasach zdegradowanych i użytkowanych gospodarczo, zwłaszcza po cięciach w drzewostanie. Rozprzestrzenianiu sprzyja zarzucanie upraw. Mimo że znakomita większość nasion opada w pobliżu rośliny macierzystej – w niektórych badaniach 90% młodych osobników znajdowano w odległości do 100 metrów od osobników starszych – przynajmniej część nasion rozsiewana jest na większe odległości przez ptaki i ssaki spożywające owoce. Ze względu na stosunkowo niewielką typową odległość roznoszenia nasion, w europejskich warunkach po zaprzestaniu nasadzeń typowym siedliskiem dla młodych osobników są porzucone pola w pobliżu lasów, które są głównym siedliskiem roślin rodzicielskich. Nasiona dojrzewają po okresie spoczynku i kiełkują sukcesywnie przez kilka lat. Kiełkowanie jest hipogeiczne i następuje wiosną. Część podliścieniowa (hipokotyl) ma 1 cm długości, jest drewniejąca, naga lub z rzadkimi włoskami. Liścienie pozostają w pestce lub nawet jeśli się wysuną – pozostają pod ziemią i są bezbarwne. Część nadliścieniowa (epikotyl) osiąga do 5–6 cm długości, jest naga, nad ziemią biała, w części środkowej silnie czerwono nabiegła, a w górze purpurowozielona. Pierwsze liście są naprzeciwległe, osadzone są na nagich ogonkach o długości 2–3 mm, wspartych równowąskimi przylistkami. Szeroko jajowata blaszka osiąga do 3 cm długości i 2 cm szerokości, nasadę ma szeroko klinowatą, na szczycie jest krótko i tępo zaostrzona. Brzeg blaszki jest krótko, ostro piłkowany. Blaszka od góry jest połyskująca, nieco skórzasta. Kolejne liście wyrastają naprzemianlegle, są bardziej wydłużone i długo zaostrzone.

### Anatomia

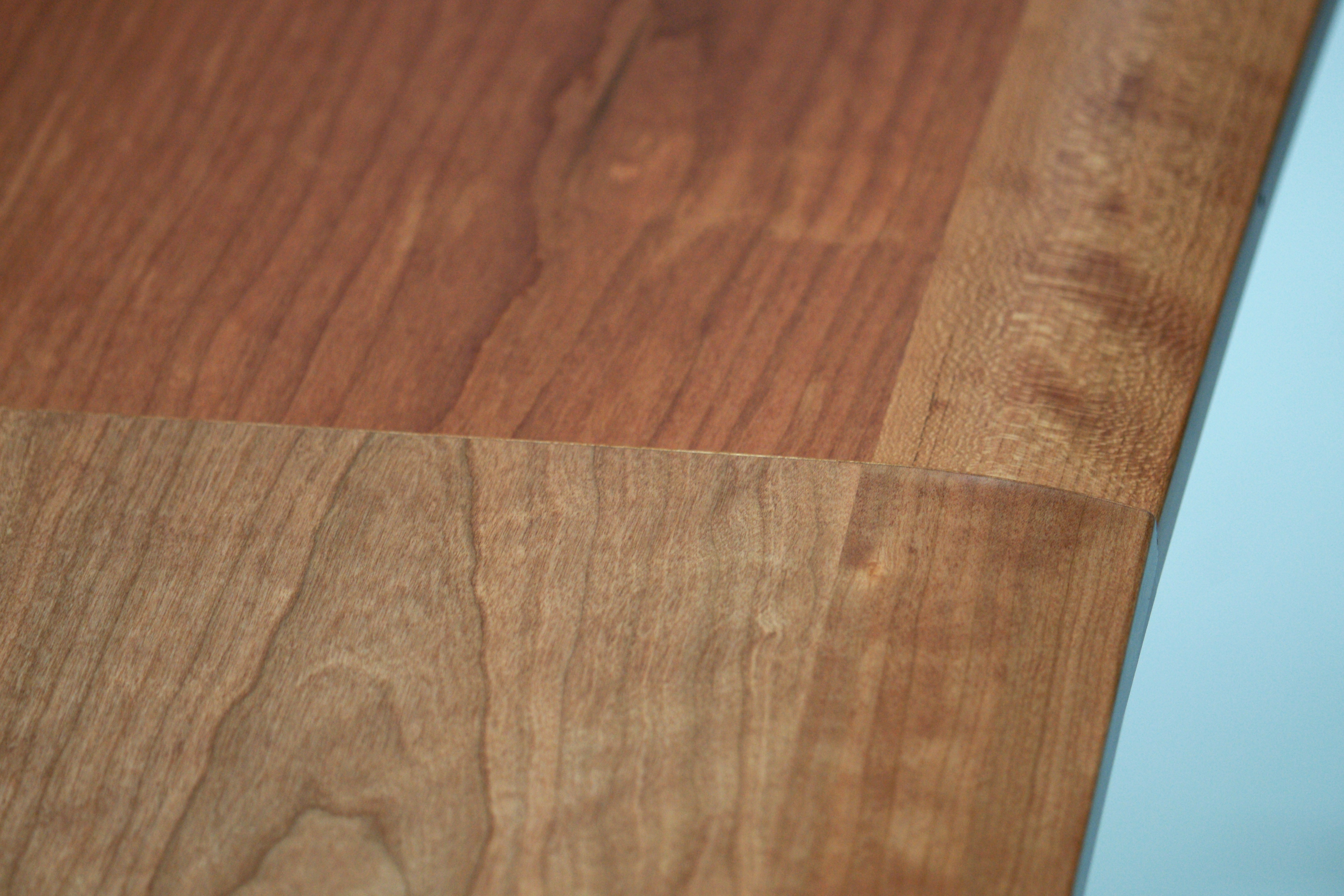
Drewno

DrewnoŚrednio twarde i średnio ciężkie, mocne i o równomiernej gęstości. Rysunek słojów jest wyraźny i równomierny. Drewno ma łagodny, aromatyczny zapach. Jego barwa jest soczysta, początkowo brązowa z zielonkawym odcieniem, ale po ekspozycji staje się brązowoczerwona ze złocistym połyskiem. Drewno bielaste jest jaśniejsze, żółte. Gęstość drewna wynosi 0,49–0,67 g/cm³. Średnie styczne naczyń o średnicy 30-50–70 μm. Średnia liczba naczyń na mm²: 65-90-105. Promienie drzewne z wyraźnymi granicami. Cewki i włókna licznie obecne, o średniej długości 800–1100–1300 µm.

### Cechy fitochemiczne
Kora i liście po roztarciu pachną. Istotnym składnikiem chemicznym liści i kwiatostanów są flawonoidy, których wyizolowano co najmniej 14, m.in. kwercetynę, kemferol i izoramnetynę. Spośród ich składników największy udział ma hiperozyd – glikozyd kwercetyny. Osiąga on w liściach stężenie ponad 2% wiosną, po czym spada do 1,2% latem i 1,5% jesienią. Kolejne miejsce zajmuje awikularyna osiągająca stężenie do 1,8% wiosną i ok. 1% w innych porach roku. Za barwę owoców odpowiadają barwniki antocyjanidynowe, głównie pochodne cyjanidyny – cyjanidyno-3-rutynozyd (63%) i cyjanidyno-3-glukozyd (34%). Nasiona czeremchy zawierają 30–38% półtwardego oleju roślinnego barwy żółtej. Składa się on głównie z kwasu oleinowego (35%), eleostearynowego (27%), linolowego (27%), palmitynowego (4%) i stearynowego (4%).
Roślina trującaLiście, pędy, kora (zwłaszcza na korzeniach i młodych pędach) i nasiona czeremchy amerykańskiej zawierają glikozydy cyjanogenne, które podczas trawienia ulegają rozkładowi na kwas cyjanowodorowy o gorzkim smaku. Największe stężenie toksyny znajduje się w więdnących liściach i to one są główną przyczyną zatruć zwierząt hodowlanych. Według niektórych autorów są one główną przyczyną śmiertelnych zatruć zwierząt w południowo-wschodniej części Stanów Zjednoczonych.

## Ekologia

### Siedlisko
Czeremcha amerykańska jest rośliną umiarkowanie światłożądną i najszybciej rośnie w miejscach dobrze nasłonecznionych. Wymagania świetlne są zmienne na różnych etapach rozwoju rośliny. W półcieniu rośnie w lepszych warunkach glebowych, ale już przy mocnym ocienieniu ginie niezależnie od innych cech siedliska. Gatunek w obrębie zasięgu naturalnego występuje w zróżnicowanych warunkach klimatycznych, najlepiej rosnąc w klimacie chłodnym o opadach sięgających 800–1150 mm. Występuje jednak także na półpustyniach (odmiany eximia i virens rosną na obszarach o opadach rocznych do 400 mm). W Europie odmiana typowa rozsiewa się i rośnie także na skrajnie suchych, piaszczystych siedliskach. W środkowej Europie najczęściej jednak występuje w borach różnego typu. Rzadziej rośnie w lasach łęgowych i olsach, co wynika z wrażliwości na nadmierną wilgotność. W północnej części zasięgu sięga do strefy klimatu kontynentalnego cechującego się mroźnymi zimami. Późne przymrozki mogą powodować przemarzanie i opadanie kwiatów, z kolei wczesne przymrozki w końcu lata są przyczyną opadania niedojrzałych owoców, podczas gdy na wczesnowiosenne przymrozki jest odporna. Wymaga gleb przepuszczalnych. Najsilniej rośnie na glebach żyznych, głębokich i wilgotnych, podczas gdy na suchych i jałowych przybiera zwykle formę krzaczastą. Ogólnie jednak ma niewielkie wymagania co do żyzności podłoża. Gatunek jest wrażliwy na zalewy i przybory wód, pożary i działanie silnych wiatrów. Ze względu na wymagania świetlne rośnie w lasach w miejscach prześwietlonych oraz w początkowych fazach sukcesji leśnej.
Poza lasami gatunek sadzony jest i rozprzestrzenia się w zadrzewieniach śródpolnych, w parkach, na różnych terenach miejskich, zwłaszcza ekstensywnie użytkowanych lub porzuconych, na terenach poprzemysłowych, a także na odłogach.

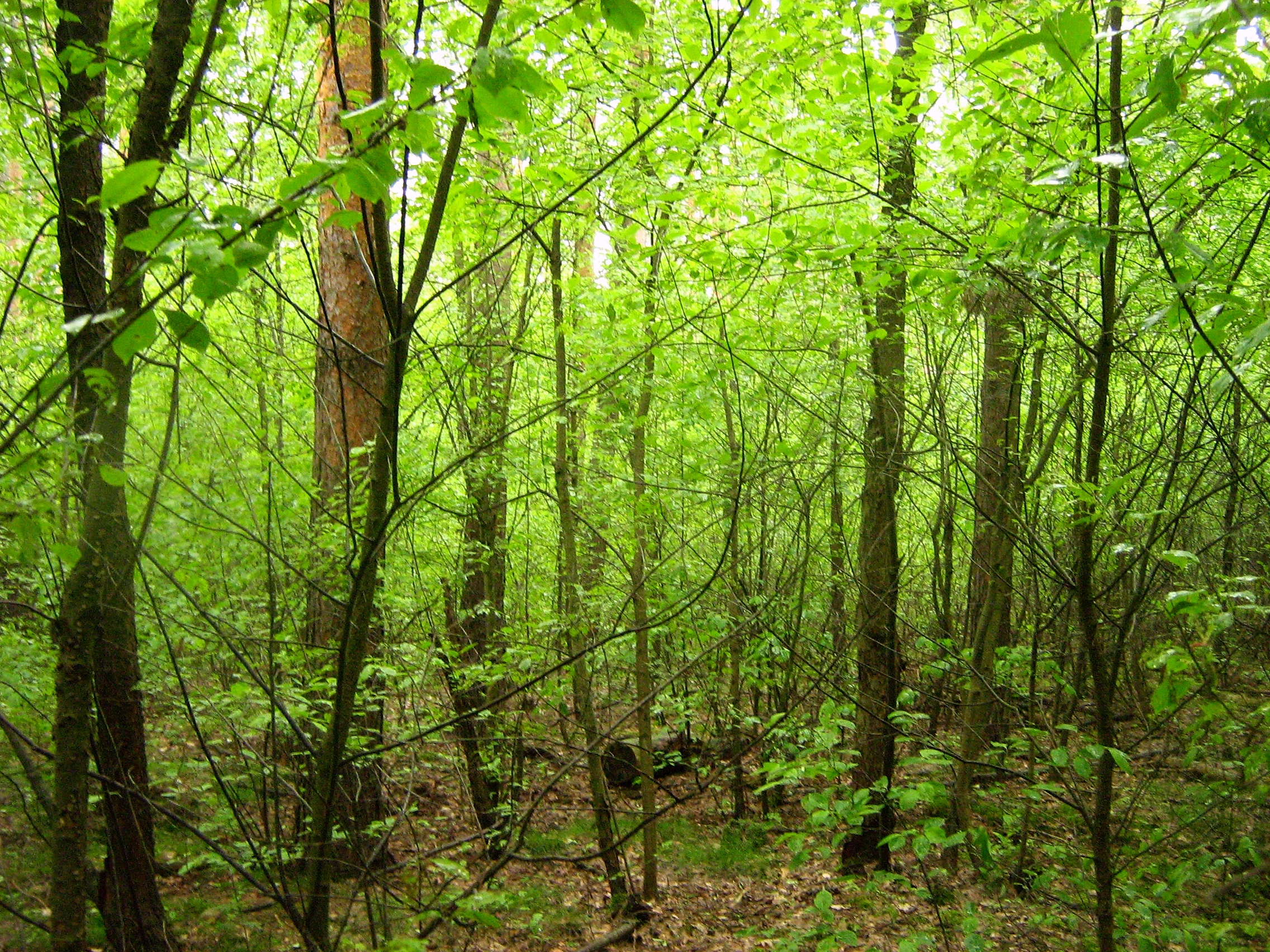
Gęsty podszyt czeremchy amerykańskiej pod okapem drzewostanu sosnowego koło Poczdamu

### Fitosocjologia
W obrębie zasięgu naturalnego zdarza się temu gatunkowi tworzyć lite drzewostany, jednak zajmują one z reguły małe powierzchnie. Jedynie w zbiorowisku czeremchy amerykańskiej i klonów (Black Cherry-Maple – Society of American Foresters Type 28) rośnie w drzewostanach z udziałem przekraczającym 40%. Lasy te występują w Górach Allegheny. Poza czeremchą amerykańską w zbiorowiskach tych spotyka się najczęściej takie gatunki jak: klon czerwony (Acer rubrum) i cukrowy (A. saccharum), brzoza cukrowa (Betula lenta) i żółta (B. alleghaniensis), buk wielkolistny (Fagus grandifolia), dąb czerwony (Quercus rubra), sosna wejmutka (Pinus strobus), choina kanadyjska (Tsuga canadensis). Czeremcha rośnie poza tym z różnym, zwykle niewielkim, udziałem w bardzo różnych zbiorowiskach leśnych, często w towarzystwie klonów, dębów, orzeszników, jesionów, tulipanowca oraz wejmutki i choiny kanadyjskiej. Może licznie występować w inicjalnych zbiorowiskach leśnych, ale w dojrzałych ekosystemach wypierana jest przez bardziej cienioznośne gatunki. W Europie rośnie dobrze pod okapem świetlistych drzewostanów z dębami, sosnami lub brzozami i źle w cienistych lasach bukowych, grabowych i klonowych.

### Oddziaływania międzygatunkowe

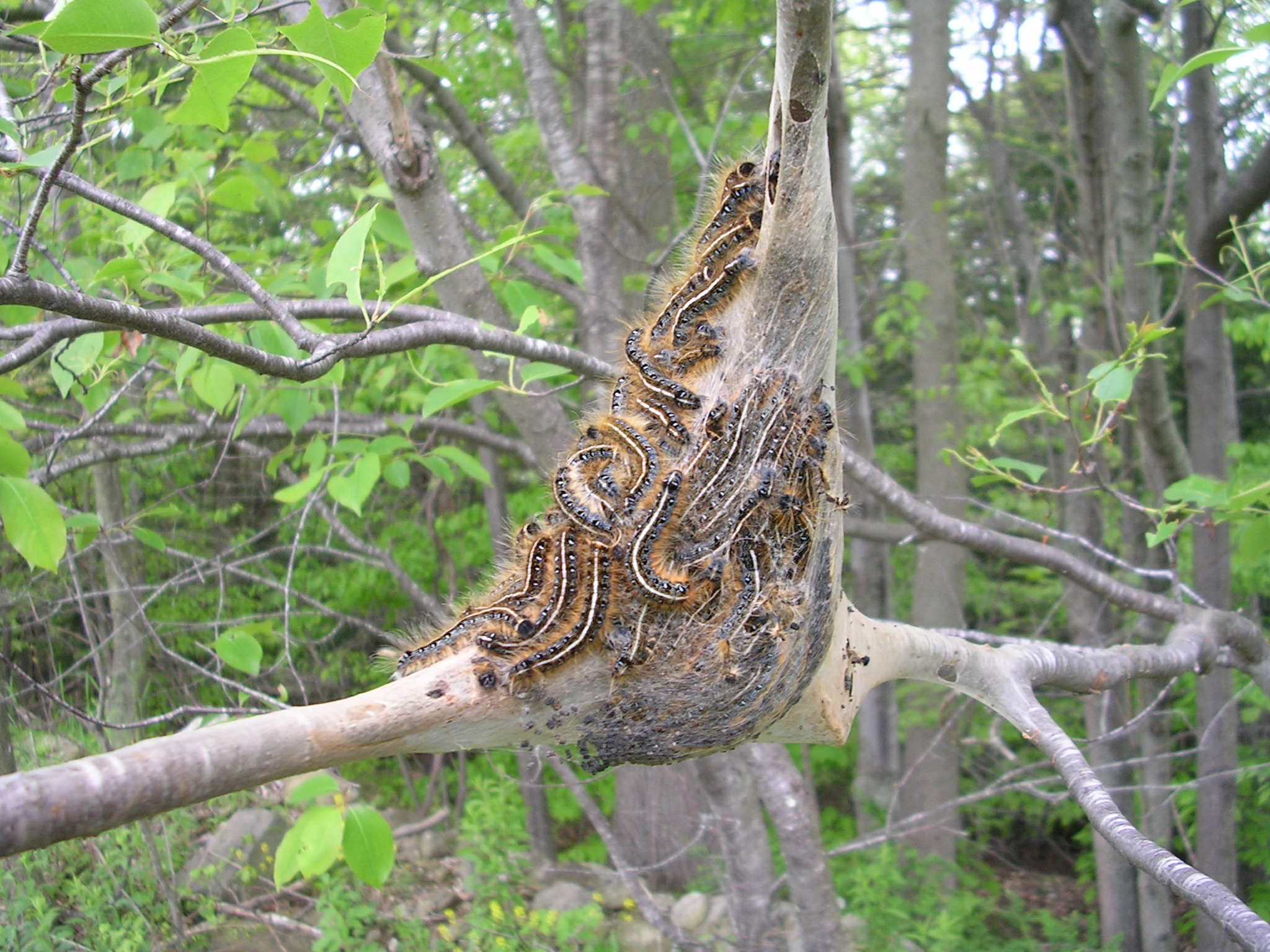
Gąsienice Malacosoma americanum mogą ogołocić drzewo z liści

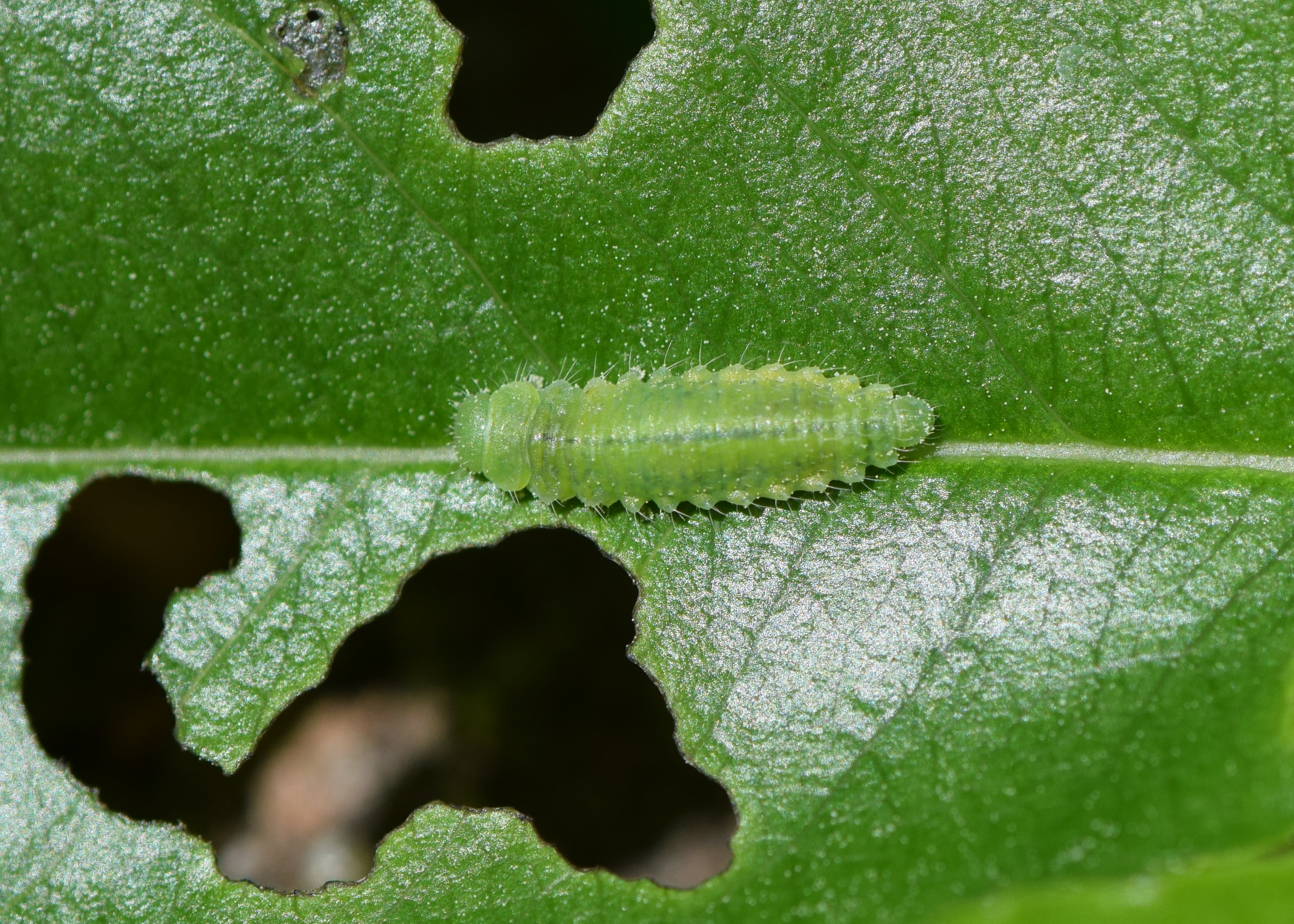
Larwa szubragi pięciokropki na liściu czeremchy amerykańskiej

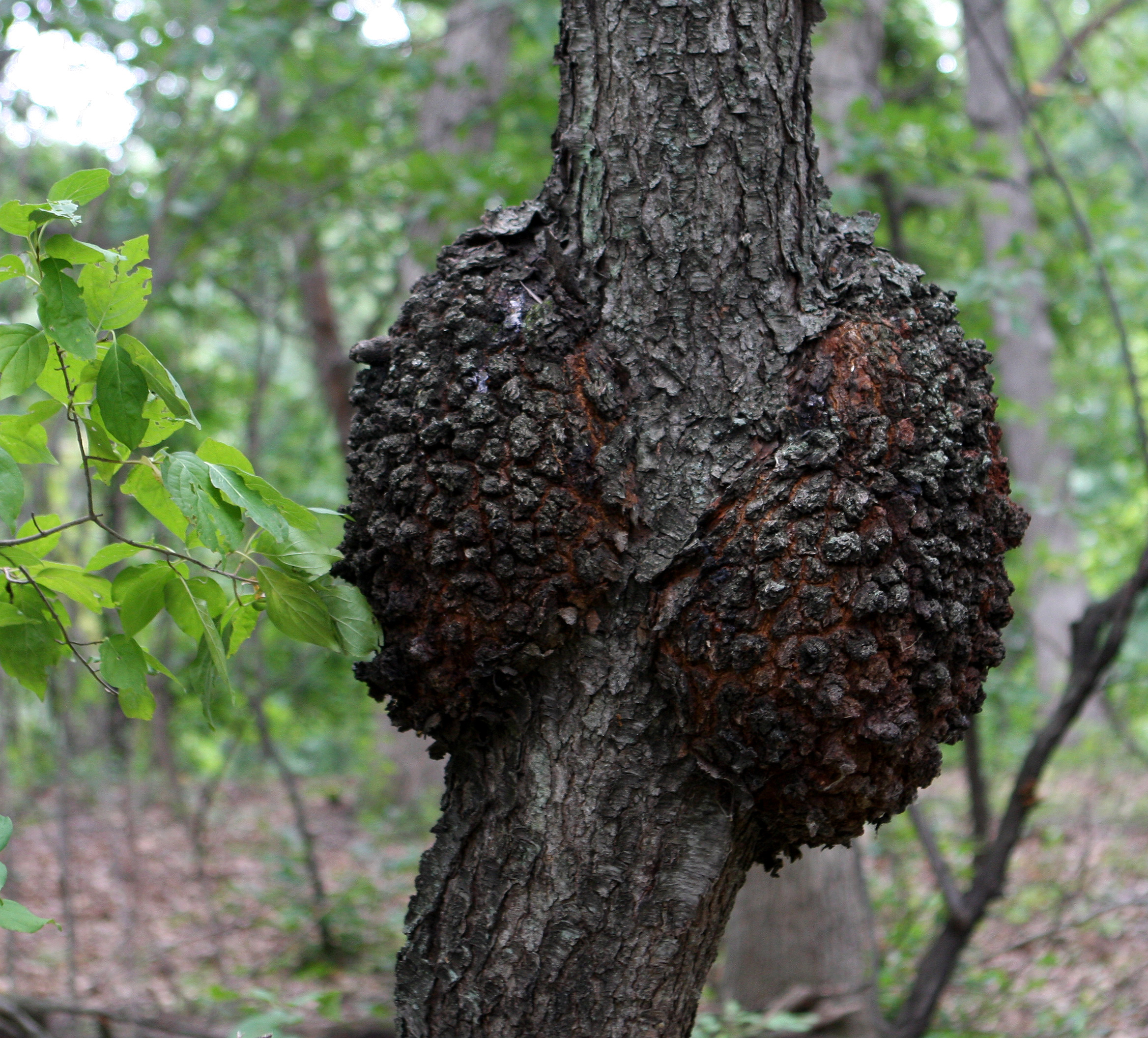
Pień porażony grzybem Apiosporina morbosa

W obrębie naturalnego zasięgu w Ameryce Północnej znanych jest wiele gatunków grzybów, lęgniowców, owadów i innych zwierząt atakujących czeremchę amerykańską. Także na obszarach długotrwałej inwazji gatunek ten wchodzi w układy troficzne z licznymi foliofagami i szkodnikami owoców.
Zwierzęta roślinożerneMimo zawartości kwasu cyjanowodorowego liście tego gatunku są spożywane bez szkody przez jelenie wirginijskie. Owoce są ważnym pożywieniem dla szeregu gatunków ptaków oraz innych zwierząt: lisa rudego, baribala, szopa pracza, dydelfa, wiewiórkowatych i zającowatych. W Europie gatunek nie jest zjadany przez zwierzęta i silna presja roślinożerców w lasach powoduje w efekcie promowanie jego udziału poprzez eliminację konkurujących gatunków rodzimych (np. dębów). Zjadane są natomiast jego owoce, co służy mu do zoochorycznego rozsiewania o skuteczności ok. 20% zawiązanych owoców. Ten sposób rozsiewania pozwala na kiełkowanie nowych roślin w odległości kilkuset metrów od macierzystego osobnika.
W Ameryce Północnej na liściach czeremchy żerują gąsienice ćmy (motyla nocnego) Malacosoma americanum oraz Rheumaptera prunivorata, potrafiące ogołocić drzewa z liści. W Polsce czeremcha amerykańska jest m.in. rośliną żywicielską dla prawnie chronionego motyla pazia żeglarza. Stadium gąsienicy tego motyla żywi się liśćmi czeremchy. Żerowanie larwy pazia żeglarza na czeremsze amerykańskiej dosyć często obserwuje się w Warszawie i najbliższych przylegających okolicach. Sadzenie na dużą skalę czeremchy amerykańskiej w borach sosnowych przez leśników w minionym stuleciu przyczyniło się do ekspansji tego rzadkiego motyla na niektórych obszarach Polski. Do rodzimych w Europie gatunków owadów najliczniej żerujących na liściach czeremchy amerykańskiej należy szubarga pięciokropka Gonioctena quinquepunctata.
LęgniowcePrzedstawiciele rodzaju Pythium mają istotny wpływ na stan zdrowotny, przyrost biomasy oraz śmiertelność czeremchy amerykańskiej. Patogeny znajdujące się w glebie w obrębie naturalnego zasięgu czeremchy mają wyraźnie negatywny wpływ na jej wzrost i rozmnażanie. Powodują znacznie częściej niż w Europie (od 38 do 462%) zgorzel korzeni, zwiększają śmiertelność siewek (od 80 do 583%) i zmniejszają o 19–45% produkcję biomasy. Czeremcha amerykańska jest przykładem jak wielką rolę odgrywa biota glebowa w kształtowaniu szaty roślinnej i przykładem gatunku inwazyjnego, którego sukces na nowym kontynencie jest w znacznym stopniu zasługą ucieczki od patogenów.
GrzybyTakże w obrębie naturalnego zasięgu pędy często porażane są przez grzyb Apiosporina morbosa, co przejawia się powstawaniem szorstkich i wydłużonych zgrubień na pniach i gałęziach. Zarówno w obszarze naturalnego występowania, jak i introdukcji, liście atakowane są przez twardnicę Sclerotinia seaveri.
RoślinyW obszarach silnej inwazji w Europie Środkowej czeremcha amerykańska uważana jest za „chwast leśny” utrudniający rozwój i wypierający inne gatunki. W tutejszych lasach w miarę wzrostu udziału tego gatunku w podszycie i warstwie drzew spada zróżnicowanie gatunków współwystępujących. W lasach opanowanych przez czeremchę amerykańską zanika warstwa mszysta i zielna w runie. Utrzymują się lub wkraczają gatunki cienioznośne, gatunki synantropijne o krótkim cyklu rozwojowym i wczesnowiosenne geofity. Utrudniając naturalne odnowienie lasu czeremcha zaburza funkcjonowanie ekosystemu. Jest też silnie inwazyjna na terenach otwartych zagrażając w obszarach masowego występowania trwałości niektórych formacji roślinnych (w Danii np. wrzosowiskom, w Niemczech murawom kserotermicznym i przesuszonym torfowiskom). Przypuszcza się, że gatunek ten oddziałuje allelopatycznie na rośliny towarzyszące, ale fakt ten nie został dotąd jednoznacznie potwierdzony. Badania wskazują jednak na osłabianie rozwoju grzybów mikoryzowych, co utrudnia wzrost innym roślinom. Z kolei czeremcha amerykańska nie toleruje obecności traw w otoczeniu. Także jeżyny, okazałe paprocie i inne byliny ograniczają jej odnowienie (w tym orlica pospolita, astry i nawłocie). Nie tylko silnie rozwinięta warstwa zielna, ale też gruba i występująca z dużym pokryciem warstwa mszysta ogranicza odnowienie czeremchy.

## Systematyka i zmienność
Gatunek należy do rodzaju Prunus w jego szerokim ujęciu (sensu lato), przy czym ze względu na nieustaloną systematykę w jego obrębie, od dawna różnie był przez botaników klasyfikowany (stąd synonimy wynikające z zaliczania tego taksonu do rodzajów Cerasus, Padus i Prunus). Badania molekularne potwierdzają skomplikowaną filogenezę taksonów w obrębie rodzaju Prunus s.l. Grupa gatunków z rodzaju (lub podrodzaju w zależności od ujęcia) Padus wraz z Prunus serotina (Padus serotina) zajmuje pozycję bazalną w obrębie Prunus s.l. Nie dotyczy to jednak wszystkich gatunków z tego rodzaju (podrodzaju), część bowiem (np. Padus maackii, Padus fordiana) zagnieżdżona jest w obrębie rodzajów (lub podrodzajów) Laurocerasus i Cerasus. Analizy filogenetyczne wskazują, że taksonem siostrzanym Prunus serotina jest Prunus virginiana. Badania molekularne nie potwierdzają monofiletyczności i tym samym trafności dotychczasowych klasyfikacji rodzajów (podrodzajów) w obrębie grupy Prunus s.l., w związku z czym preferowane jest zaliczanie wszystkich taksonów z tej grupy do jednego zbiorowego rodzaju Prunus.
W obrębie gatunku wyróżnia się szereg odmian geograficznych (czasem podnoszonych do rangi podgatunków):
- var. serotina (syn. subsp. serotina)

Odmiana lub podgatunek nominatywny występujący we wschodniej części Stanów Zjednoczonych i w Kanadzie, na południu po Teksas i północne stany Meksyku. Introdukowany i zdziczały w Europie. Drzewa tego taksonu osiągają do 30 m wysokości. Od innych odmian różni się stosunkowo cienkimi liśćmi.
- var. salicifolia (Kunth) Koehne (syn. ssp. capuli (Cav.) McVaugh, Cerasus capollin Ser. ex DC., Prunus capuli Cav., Prunus salicifolia Kunth)[4]

Takson wyodrębniany w randze odmiany, podgatunku lub nawet gatunku. Określany jako capulin, capuli, capoli, capolin, cerezo. Występuje w południowym i zachodnim Meksyku oraz w Gwatemali, skąd introdukowany został jako drzewo owocowe do północno-zachodniej części Ameryki Południowej, gdzie dziczeje. Jego powstanie wiązane jest z selekcją osobników z dużymi owocami przez ludzi. Wyróżnia się okazałymi owocami, osiągającymi od 1 do 2 cm średnicy. Osiąga 12–15 m wysokości, przy średnicy pnia wynoszącej do 0,9 m. Liście jak u odmiany typowej lub nieco większe (6–18 cm długości). Kwiaty także są bardziej okazałe – osiągają do 2 cm średnicy, mają białe płatki i wyraźnie widoczne, okazałe, żółte pylniki.
- var. virens (Wooton & Standl.) McVaugh (syn.: var. rufula (Wooton & Standl.) McVaugh, var. acutifolia Watson, Prunus virens (Wooton & Standl.) Shreve)

Występuje w górach i kanionach do wysokości 1350 m n.p.m. na zachodnich krańcach Teksasu, w Nowym Meksyku, Arizonie i w Meksyku (stany: Chihuahua, Durango, San Luis Potosí, Sonora). Jest najbardziej odporną na suszę odmianą, o ograniczonej wysokości nie przekraczającej 9 m. Liście tej odmiany są niewielkie – osiągają do 5 cm długości i 2,5 cm szerokości.
- var. alabamensis (C. Mohr) Little (syn. subsp. hirsuta (Elliott) McVaugh, Prunus alabamensis C. Mohr, Prunus australis Beadle)

Odmiana, czasem opisywana jako odrębny gatunek, pochodząca z południowo-wschodniej części Stanów Zjednoczonych (stany: Alabama, Floryda, Georgia, Karolina Południowa). Liście szeroko owalne, zaostrzone na końcach, osiągające do 6 cm szerokości przy długości do 12 cm. Szypułki i oś kwiatostanu owłosione.
- var. eximia (Small) Little

Rośnie na płaskowyżu Edwardsa w środkowym Teksasie oraz na nizinach w południowej części tego stanu. Rośnie na skałach wapiennych. Jest odmianą przystosowaną do warunków suchych, osiąga tylko nieco ponad 10 m wysokości.
- var. montana Small

Podawana z rejonu Whitetop Mountain w Wirginii. Rośliny o liściach większych, grubszych i jaśniejszych od spodu niż u typu oraz z większymi owocami.
Czeremcha amerykańska tworzy mieszańce z czeremchą wirginijską (Prunus virginiana).

## Zastosowania

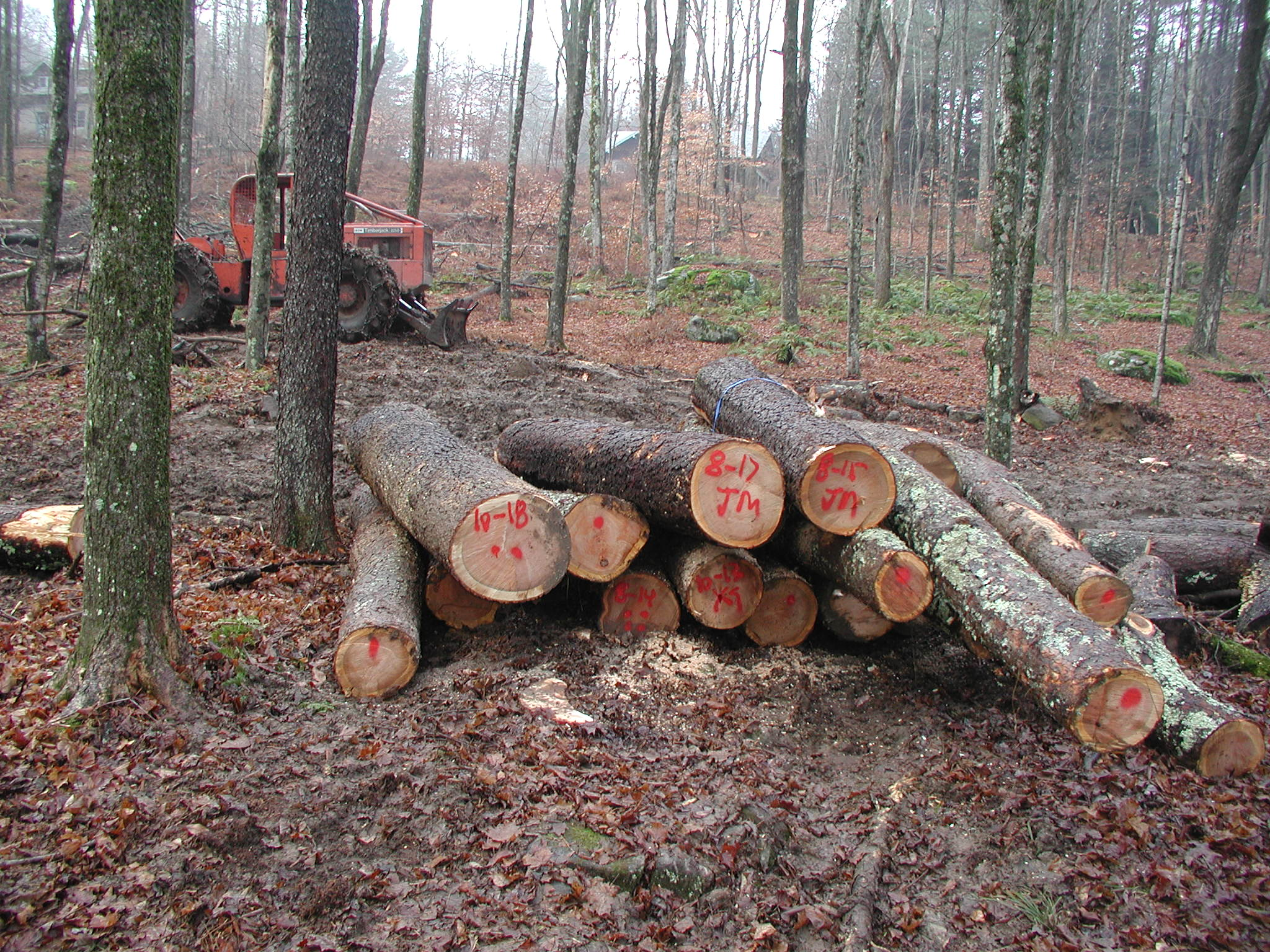
Kłody czeremchy amerykańskiej na zrębie w górach Catskill

### Gospodarka leśna i surowiec drzewny
Czeremcha amerykańska dostarcza w Ameryce Północnej cenionego drewna używanego do wyrobu mebli, oklein oraz drobnych przedmiotów drewnianych. Wprowadzona do lasów europejskich nie sprawdziła się jako surowiec drzewny, później sadzona była w innych celach, a współcześnie w wielu krajach europejskich uważana jest za szkodliwy gatunek inwazyjny.
Gospodarka leśna w Ameryce PółnocnejW północnoamerykańskiej gospodarce leśnej czeremcha amerykańska odgrywa istotną rolę ze względu na szerokie rozprzestrzenienie i dostarczanie surowca drzewnego wysokiej jakości. Ze względu na zapotrzebowanie na drewno tego gatunku podejmuje się działania w celu zwiększenia jego zasobów, które w rejonie, gdzie ma największe znaczenie komercyjne (stany Kentucky, Pensylwania, Wirginia Zachodnia i Nowy Jork) obliczane są na 120,6 miliona m³. Rocznie pozyskuje się 1,4 miliona m³ drewna tej czeremchy.
W drzewostanach z czeremchą amerykańską wykonuje się rębnie w dwóch nawrotach. Cięcie inicjujące odnowienie powinno zmniejszać o 50–60% zwarcie warstwy koron drzew, co skutkuje stworzeniem dobrych warunków do rozwoju młodych siewek czeremchy wyrastających na dnie lasu. Cięcie uprzątające drzewostan macierzysty wykonuje się po kolejnych 5–10 latach, po ukształtowaniu się silnego podrostu tego gatunku. Lepsze efekty daje wykonywanie cięć uprzątających lub rębni zupełnej na ograniczonych powierzchniach lub w postaci pasów, niżeli jednorazowo na rozległym obszarze. Rębnie stopniowe lub przerębowe w drzewostanach mieszanych sprzyjają raczej innym gatunkom i zmniejszają udział czeremchy amerykańskiej w drzewostanie. Problemy w odnowieniu powodować może intensywne żerowanie jeleni, silna konkurencja innych gatunków roślin lub zaburzenia procesów reprodukcji. Ze względu na ograniczenie tempa wzrostu, zdolności reprodukcyjnych i rozwój chorób, drzewostany czeremchy amerykańskiej wycinane są przed osiągnięciem wieku 80–100 lat.
Ze względu na zapotrzebowanie na surowiec wysokiej jakości realizuje się w Ameryce Północnej prace zmierzające do selekcji genotypów o szczególnie pożądanych cechach i doskonalone są metody wegetatywnego rozmnażania tego gatunku. Z powodzeniem stosuje się także hodowlę in vitro.

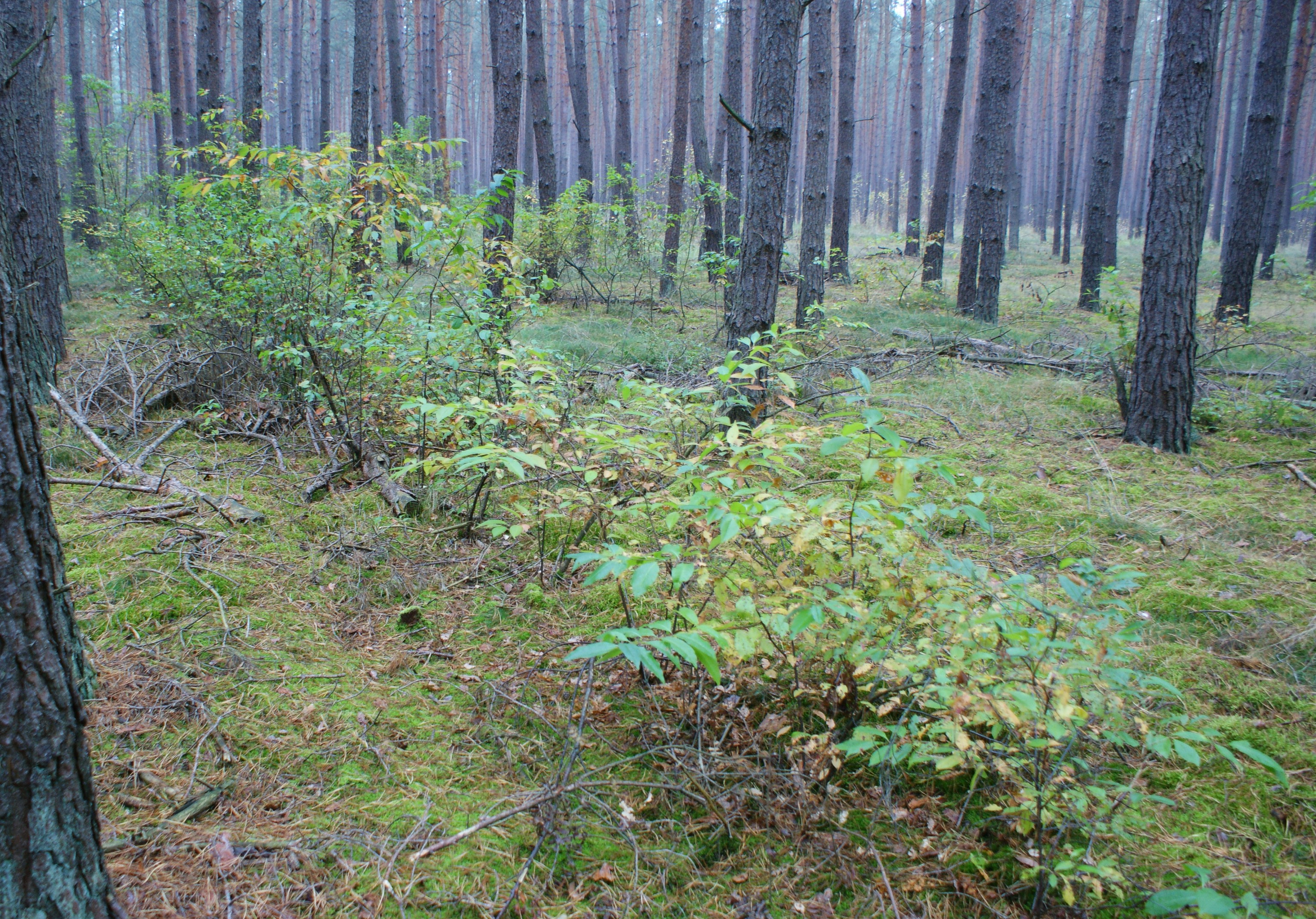
Czeremcha amerykańska posadzona rzędowo w podszycie w borze sosnowym w Nadleśnictwie Bolewice (woj. lubuskie)

Gospodarka leśna w EuropieDo lasów europejskich czeremchę amerykańską wprowadzono w XIX wieku, sprawdzając jej przydatność do produkcji drewna. Skończyło się to jednak niepowodzeniem – gatunek rośnie tu bowiem krzaczasto lub w formie małych drzew, często o krzywych pniach. Później czeremcha amerykańska sadzona była jako gatunek podszytowy w celu zmniejszenia zagrożenia ze strony wiatrów i pożarów. Zakładano także, że proporcjonalnie mały udział węgla w stosunku do azotu w liściach tego gatunku, będzie działał korzystnie na leśną glebę. W praktyce okazało się jednak, że zamiast poprawiać jej właściwości – powoduje spadek pH i zmniejsza dostępność substancji pokarmowych. Użytkowanie drzewostanów w lasach opanowanych przez czeremchę amerykańską jest droższe w związku z utrudnieniem lub uniemożliwieniem naturalnego odnowienia lasu, utrudnieniem w wykonywaniu zrębów i odnowienia sztucznego. Wprowadzenie i inwazja tego gatunku w lasach utrudnia tzw. ekologizację gospodarki leśnej. Koszty związane z pogorszeniem wydajności w produkcji drzewnej oraz zwalczaniem tego gatunku w Holandii w 2002 r. wyniosły 25 milionów euro. Na tyle samo skalkulowano koszty zwalczania i szkód w Niemczech w roku 2003.
Zastosowanie drewnaDrewno czeremchy amerykańskiej jest łatwe w obróbce, dobrze się skrawa, jest trwałe i dobrze przyjmuje politurę. Ze względu na swe walory techniczne i estetyczne jest cenionym surowcem do wyrobu mebli, także ekskluzywnych mebli gabinetowych oraz do wyrobu elementów dekoracyjnych i oklein. Wykorzystywane jest także do wyrobu instrumentów, przyrządów, zabawek, uchwytów i innych przedmiotów drewnianych wymagających wysokiej jakości i trwałości surowca. Twarde drewno korzeni jest surowcem do wyrobu fajek i figurek. W obrocie handlowym drewno tego gatunku bywa nierozróżniane i określane jest wspólną nazwą wraz z czereśnią.

### Nasadzenia ozdobne
Jako roślina ozdobna czeremcha uprawiana jest czasami w parkach, ogrodach, na osiedlowych terenach zielonych i w innych zadrzewieniach krajobrazowych. Mimo że bywa trudnym do wytępienia chwastem, jej walorami w uprawie są małe wymagania glebowe i szybki wzrost oraz odporność na choroby i szkodniki. Zalecana jest do nasadzeń pojedynczych lub grupowych, nadaje się także do sadzenia w formie nieciętych szpalerów. Ze względu na obfity opad silnie barwiących owoców i twarde kuliste pestki, na których łatwo się poślizgnąć – nie zaleca się sadzenia tego gatunku w pobliżu ścieżek.

### Nasadzenia biotechniczne
We wschodniej części Stanów Zjednoczonych gatunek stosowany jest do zalesień podczas rekultywacji terenów po eksploatacji górniczej. W Europie również bywał nasadzany jako glebochronny i fitomelioracyjny, do czasu stwierdzenia negatywnego oddziaływania na glebę.

### Roślina jadalna
Owoce są jadalne i opisywane jako smaczne. Nadają się m.in. do sporządzania nalewki alkoholowej oraz do aromatyzowania likierów, rumu i brandy. Mogą służyć do wyrobu galaretek i dżemów przetwarzane razem z jabłkami lub po dodaniu pektyn. Owoce odmiany typowej były cenione i często spożywane surowe lub suszone przez Indian północnoamerykańskich. Odżibwejowie rozcierali suszone owoce na mąkę. Menomini zostawiali owoce do sfermentowania i dopiero potem je spożywali.
Jeszcze większe znaczenie spożywcze mają owoce odmiany salicifolia pochodzącej z Ameryki Środkowej i zwane tam capulin. Drzewa tej odmiany już w czasach przedkolumbijskich były szeroko uprawiane w Ameryce Środkowej i rozprzestrzenione jako owocowe także poza nią na obszarze obecnej Kolumbii, Ekwadoru, Peru i Boliwii. Podczas podboju Ameryki były podstawowym pożywieniem Hiszpanów. W okresie owocowania, tj. od maja do września wielkie ilości owoców tej odmiany spotkać można w lokalnej ofercie handlowej w tych krajach. Poza obszarem tradycyjnej uprawy odmiana jest mało znana i wykorzystywana jako drzewo owocowe. W 1924 sprowadzono ją do uprawy na Filipinach.
Według niektórych źródeł owoce nadają się do spożycia po przegotowaniu, surowe mogą bowiem mieć działanie duszące.

### Roślina lecznicza
Kwas cyjanowodorowy pozyskiwany z kory młodych pędów stosowany jest w medycynie do sedacji i jako środek tonizujący. Indianie stosowali napar z pędów jako napój uspokajający. Poza tym łyko stosowane było do leczenia przeziębień. Jeszcze do lat 90. XX wieku w USA i Wielkiej Brytanii korę czeremchy amerykańskiej wykorzystywano jako główny składnik syropów na kaszel, zapalenie oskrzeli i astmę. Z kolei w Ameryce Środkowej do łagodzenia objawów chorób górnych dróg oddechowych wykorzystywano syrop z owoców. Tam też wywarem z liści leczono biegunki i dyzenterię oraz stosowano go w formie okładów w celu łagodzenia stanów zapalnych. Sproszkowana kora używana była do przemywania oczu. Stwierdzono też, że wyciągi z tego gatunku mają znaczny potencjał antyoksydacyjny, czyniąc go potencjalnie wartościowym surowcem do produkcji fitofarmaceutyków i kosmetyków.

### Inne zastosowania
Olej zawarty w nasionach wykorzystywany jest do wyrobu mydeł i farb. W Gwatemali młode okazy odmiany salicifolia wykorzystywane są jako podkładki do szczepienia innych gatunków z rodzaju Prunus s.l. Czeremcha amerykańska jest też rośliną miododajną, bardziej cenioną przez środkowoeuropejskich pszczelarzy niż rodzima czeremcha zwyczajna. Z 10 kwiatów uzyskuje się średnio 3,02 mg (1,0-10,0) cukrów oraz 4,38 mg (3,2-5,7) pyłków. W przeliczeniu na hektar uzyskać można wydajność wynoszącą 15 kg (5-25) cukrów i 22 kg (18-30) pyłków.

## Uprawa
WymaganiaCzeremcha amerykańska może rosnąć w strefach mrozoodporności od 3B do 9A. Gatunek ten jest odporny na suszę i zasolenie gleby. Mimo to najlepiej rośnie na glebie żyznej i wilgotnej, luźnej i przepuszczalnej, w półcieniu lub w pełnym słońcu. Ze względu na płytki system korzeniowy gatunek jest wrażliwy na składowanie materiałów, parkowanie i z innych przyczyn występujące ugniatanie i przekształcanie gruntu. Z tego samego powodu do optymalnego wzrostu rośliny uprawiane wymagają okrycia powierzchni gruntu wraz z płytkim systemem korzeniowym warstwą mulczu, zabezpieczającą korzenie przed nadmiernym ogrzaniem.
RozmnażanieCzeremcha amerykańska rozprzestrzenia się wyłącznie za pomocą nasion – nie daje odrostów korzeniowych i nie ukorzeniają się jej sadzonki. Nasiona wydobywa się z owocni lub suszy całe owoce. Siew nasion wykonuje się we wrześniu lub w listopadzie po uprzednim dołowaniu nasion, tj. zmieszaniu z piaskiem i przetrzymaniu w niskich temperaturach dodatnich. Przechowanie nasion bez dołowania do wiosny i późniejsza ich stratyfikacja powoduje słabe wschody. Do obsiania 1 ara powierzchni trzeba ok. 2 kg nasion. Masa 1000 nasion wynosi 80 g (w 100 g jest ich 1250). Przy zalesianiu terenów otwartych zalecane jest używanie siewek starszych niż roczne.
W leśnictwie północnoamerykańskim stosuje się z powodzeniem odnowienie odroślowe, ponieważ czeremcha ta łatwo tworzy szybko rosnące odrosty ze ściętego pnia.

## Zwalczanie
Czeremcha amerykańska może być zwalczana mechanicznie, jednak jest to kłopotliwe i kosztowne. Nieodpowiednio realizowane zwalczanie roślin tego gatunku, wobec ich zdolności do regeneracji i tworzenia odrostów z szyi korzeniowej, może nawet prowadzić do pogorszenia sytuacji w związku ze wzrostem zagęszczenia pędów. Młode rośliny można wyrywać ręcznie, karpiny starszych po ścięciu należy wyrywać za pomocą maszyn lub koni. Skuteczną metodą eliminacji tych roślin jest stosowanie herbicydów zawierających glifosat do smarowania pni po ich ścięciu. Zapobiega to powstawaniu odrostów. Zwalczanie okazów tego gatunku herbicydami rozpylanymi w powietrzu zastosowane w Holandii nie przyniosło pozytywnych efektów. Po wykonaniu zabiegów zwalczających czeremchę bardzo istotną rzeczą dla trwałości efektu jest kontrolowanie powierzchni i usuwanie siewek i odrostów przez kolejnych 5 lat. Obsadzenie powierzchni silnie zacieniającymi gatunkami drzew, takimi jak np. buk zwyczajny, ogranicza odnawianie się czeremchy amerykańskiej.
Koszty zwalczania czeremchy amerykańskiej w lasach niemieckich wynoszą w przypadku zwalczania mechanicznego ok. 900 €/ha (w przypadku użycia koni) i 1500 €/ha (w przypadku użycia ciężkich maszyn). Metoda kombinowana polegająca na ścinaniu pni i smarowaniu ich herbicydem kosztowała 150 €/ha.
W Polsce zwalczanie czeremchy amerykańskiej jest zalecane na obszarach chronionych. Gatunek nie podlega jednak kontroli i nie został ujęty w rozporządzeniu Ministra Środowiska w sprawie listy roślin i zwierząt gatunków obcych, które w przypadku uwolnienia do środowiska przyrodniczego mogą zagrozić gatunkom rodzimym lub siedliskom przyrodniczym.